# Hagia Szophia
Az Hagia Szophia (ejtsd: ajía szofía, görög betűkkel: Ἁγία Σοφία; latinul: Sancta Sophia; törökül: Ayasofya; újgörögösen: Ajía Szofía; a név jelentése: Szent [= isteni] Bölcsesség) bizánci építésű hajdani ortodox bazilika Isztambulban, Törökországban. 1453-tól, Konstantinápoly oszmán kézre kerülésétől kezdve 1934-ig mecsetként használták, 1934 és 2020 között múzeumként volt látogatható, 2020 júliusa óta azonban újra mecsetként funkcionál. 
Neve kezdetben Nagytemplom (Megalé Ekklészia; Ecclesia Magna) volt. Az akkori általános közvélekedés szerint nem volt hozzá fogható méretű templom az egész korabeli „keresztény világ”-ban. Az utolsó jelentős alkotása a késő ókori építészetnek és egyben az első képviselője annak a specifikusan bizánci architektúrának, melynek szellemében az épület domináns eleme a kupola. Ezt a fő stílusjegyet fejlesztette tovább az oszmán építészet Mimar Szinán építészzseni vezetésével a 16. században.

## Az Hagia Szophia leírása

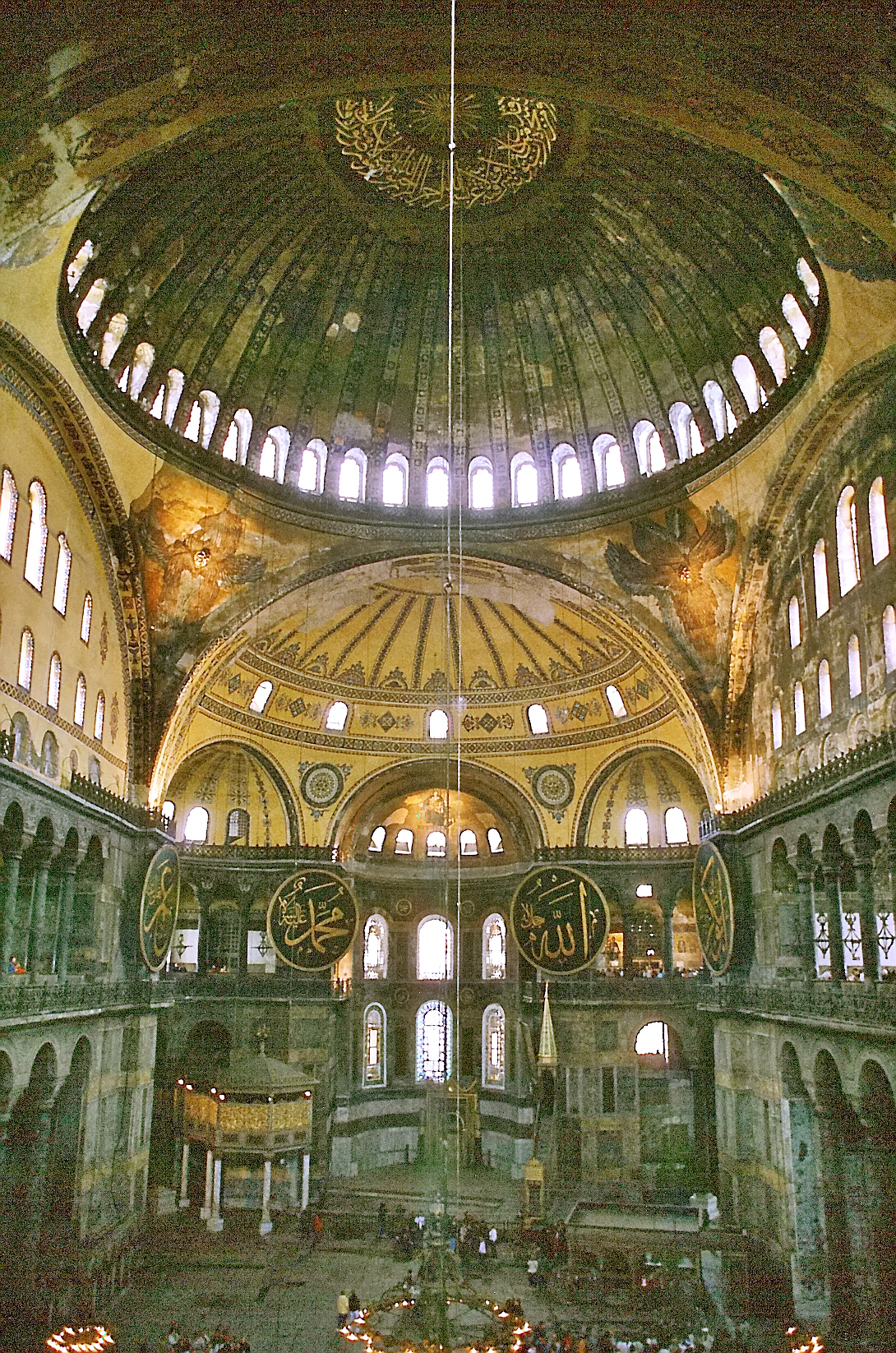
A belső tér

### Építészet
Építészetileg az Hagia Szophia úgy jellemezhető, mint az összes akkor ismert építészeti elem tökéletes szintézise.
A templom különlegessége a többszörös kupolamegoldás, ami első pillantásra rendkívül instabillá teszi. Az újdonságot az épület óriási méretei: a 31 méter átmérőjű és 55,6 méter magas főkupola, valamint a megtámasztását biztosító rendszer jelentik. (Összehasonlításképpen: a magyar Országház kupolacsarnoka belül 27 méter magas, a kupola a toronnyal együtt 96 méterre magasodik. A szegedi fogadalmi templom kupolája belül 33,4, kívül 53,6 méter magas.) Előcsarnokaival együtt a 7570 m2 alapterületű épület a sevillai katedrális megépítéséig (1196) a legnagyobb egyházi építmény volt.
A birodalomból összegyűjtött 100 építőmester alá beosztott 10 000 munkás 532-ben kezdte építeni és 5 év alatt fejezték be. A templom elődjeinek sorozatos tűzesetei miatt építésénél fát nem használhattak. Annak ellenére, hogy az építőanyag többsége a tartományok ajándékaként került a fővárosba, az építés költsége rendkívül tetemes volt.
A kupola támasztékát félkupolák adják, amelyek harántívű dongáit kívülről a narthex, illetve az apszis boltozata támasztja meg. A kupola súlyát a kupolatér sarkaiban négy masszív pillér hordja (2-2 észak-dél irányban kinyúlva), amelyeken a négy csegely nyugszik. Két kisebb pillér található még rejtve az átlós-konkhé és a harántdongák között is. A fő tartópilléreket habarcs nélkül, homokkő hasábokból, ón kötőelemekkel illesztették egybe és mindegyike megközelítőleg 100 m2-es felületen támaszkodik a talajra. A pillérek között árkádos függönyfal tölti ki a teret. A pillérek belülről nem láthatók, belesimulnak a fal síkjába, azonban az épület külső részén vaskos támpillérként jelennek meg.
A templom belsejét negyven félköríves ablak árasztja el fénnyel. Ez az ablaksor kettős szerepet játszik: jelentős statikai szerepe van a gyűrőfeszültségek feloldásában (haránttámaszként), az árkádsoron át bejutó ellenfény pedig a kupola súlytalanságának benyomását kelti.
A keleti (liturgikus) és a nyugati (bejárati) boltívek félkupolákban folytatódnak, melyek ismét kisebb félkupolás, félig nyitott termeken nyugszanak, így tágítva tovább a már így is lenyűgöző méretű belső teret.
A templom középhajója 38,07 méter széles, az oldalhajók egyenként 18,29  méter szélesek. A belső tér 81,8 méter hosszú. A középhajó oszlopsorát zöld, thesszáliai márványoszlopok alkotják, míg a hat vörös porfíroszlop a libanoni Baalbekből, Jupiter templomából származik.

1. Bejárat
2. Császár-kapu
3. Izzadó-oszlop
4. Mihráb
5. Minbar
6. Rácsos imahely a szultán részére
7 Omphalos (a „világ köldöke”)
8. Víztartó vázák
a.) Bizánc-kori keresztelőkápolna, majd I. Musztafa sírja
b.) II. Szelim oszmán szultán minaretjei

A földszinti kisebb tartóoszlopok epheszoszi, athéni, déloszi, héliopoliszi (Egyiptom) templomokat díszítettek. A felhasznált anyagokat szinte minden, akkoriban ismert márványlelőhelyről szállították. A padlót szürke és fehér erezetű zöld márvány, vörös porfir, valamint solnhofeni litográf pala borítja. A falburkolat zöld márványlapjait sárga, a vörös mezőket zöld keretek ékesítik.
A kívülről dísztelen, tömegében meglehetősen nyomasztó hatású épület – különleges építészeti megoldásainak köszönhetően, belül rendkívül légies benyomást kelt. I. Justinianus udvari történésze, Prokopiosz írja: „Kupolája mintha aranyláncon az égboltról függne – lebeg a tér fölé”. Belső terében bizánc fénykorában alkalmazott díszítőeljárások teljes arzenálját felvonultatták, hogy az uralkodó hatalmának méltó hirdetője legyen. A kifinomult, cizelláltan faragott oszlopfők szórták, az aranyozott mozaiklapocskák százezrei pedig visszatükrözték az esténként meggyújtott, mintegy negyvenezer mécses ragyogását. Ebbe a pompás belső térbe nappal színes üvegablakokon keresztül hatolt be a fény. (A jelenlegi csiszolt üvegablakok török kézművesek munkái.)
A belső és a külső tér kontrasztja tudatos tervezés eredménye. A vele azonos korszakban épült templomok külseje, az Hagia Szophiával ellentétben, gazdagon díszített volt, az Hagia Szophia építőinek elképzelésében azonban az a puritán felfogás tükröződött, hogy a tökéletesség belülről fakad. A belépő megilletődötten áll a súlytalan görbületű boltozatok alatt, átérezve a tér szakrális jellegét. Nem csoda, hogy amikor I. Iusztinianosz császár 537 karácsonyának előestéjén (december 27.) először lépett a templomba, felkiáltott: „Áldott legyen az Úr, ki nekem megadá, hogy e nagy művet megalkossam! Salamon, legyőztelek!” Természetesen a bizánci korban a szabad nézelődés csak kivételes személyeket illetett meg. A főhajóba a császár közvetlen környezete és a papság léphetett be.
A narthex északi végén lépcső nélküli feljárat vezet a karzatra, és feltehetően a hordszékes közlekedés megkönnyítése érdekében, nem építettek lépcsőfokokat a körkörös feljáróhoz. A bizánci korban a császári család és a nők foglaltak helyet a galérián .
Az Hagia Szophia építészeti megoldásai több évszázadon keresztül jelentettek kihívást a legnagyobb építészeknek. A neves török építész, Szinán (Mimar Koca Sinan), amikor 80 éves korában, 1569-ben elkezdte az Edirnei Selimiye dzsámi építését, teljesítményét az Hagia Szophiához mérte és büszkén jelentette ki, hogy sikerült annak kupolaátmérőjét 4, magasságát 6 rőffel túlszárnyalnia

### Díszítés és mozaikok

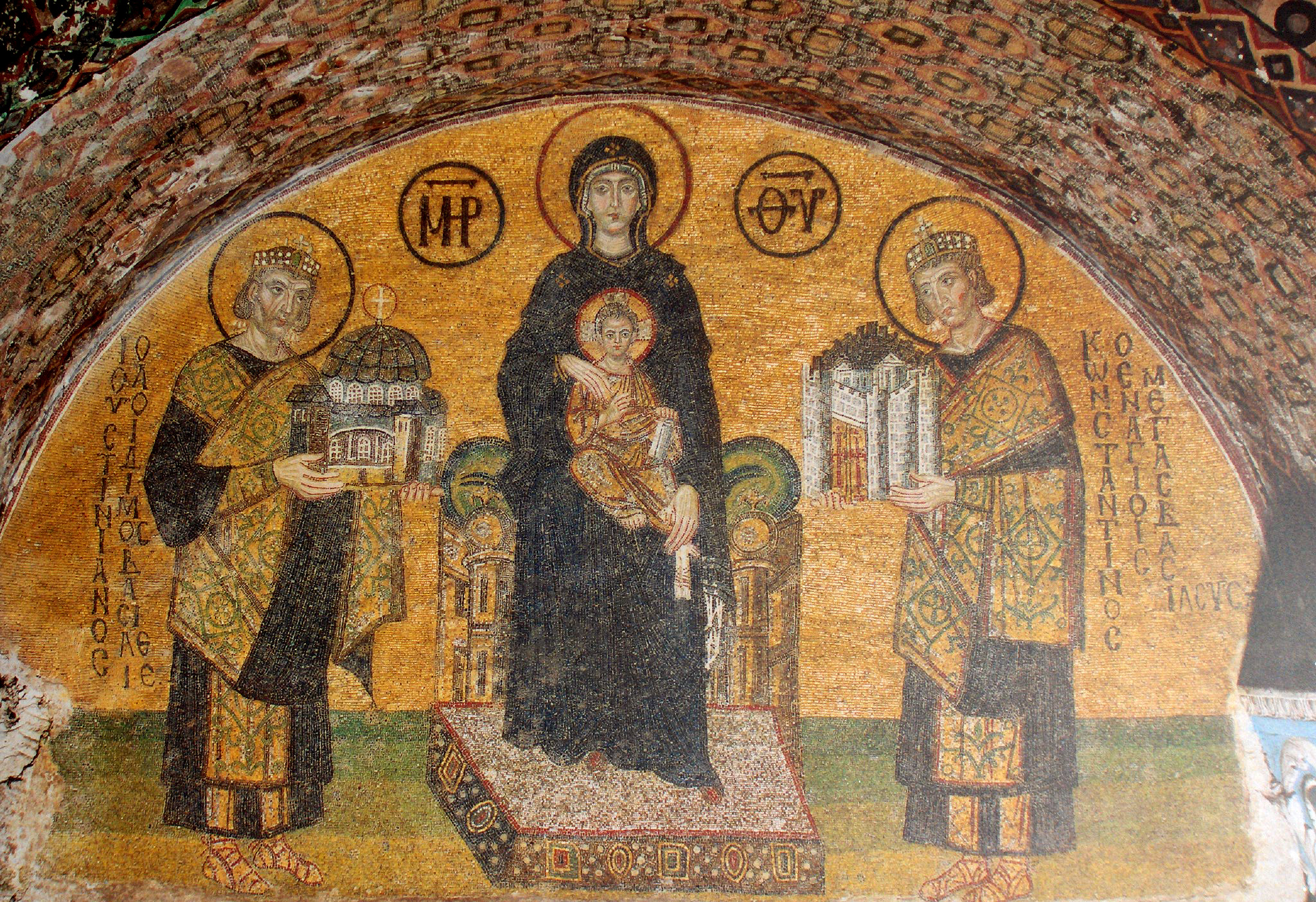
Mozaik az Hagia Szophiában: Konstantin császár és I. Justiniánus császár műveikkel tisztelegnek Mária előtt

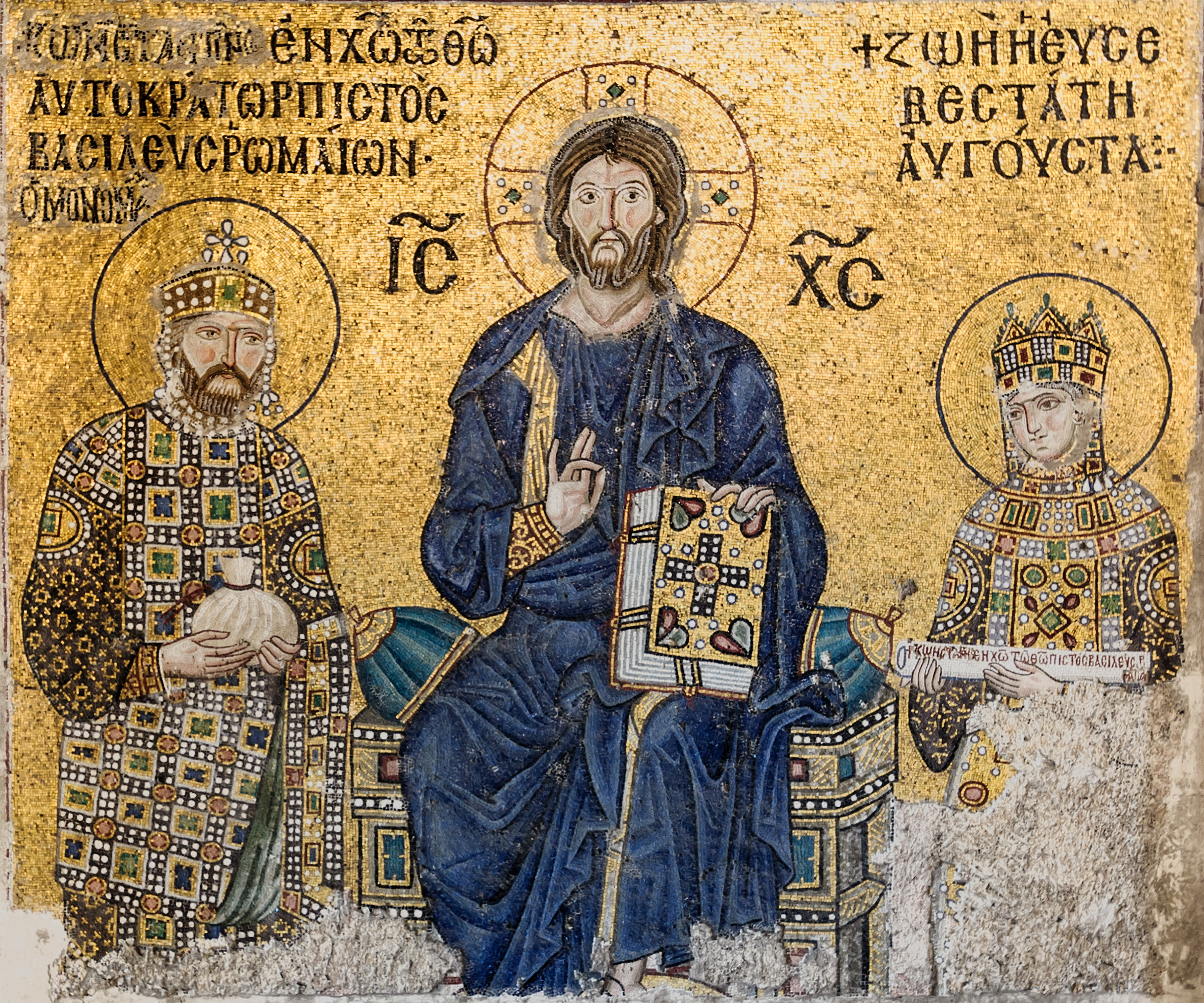
Mozaik az Hagia Szophiában: Krisztus, IX. Konstantin és Zoe császárnő

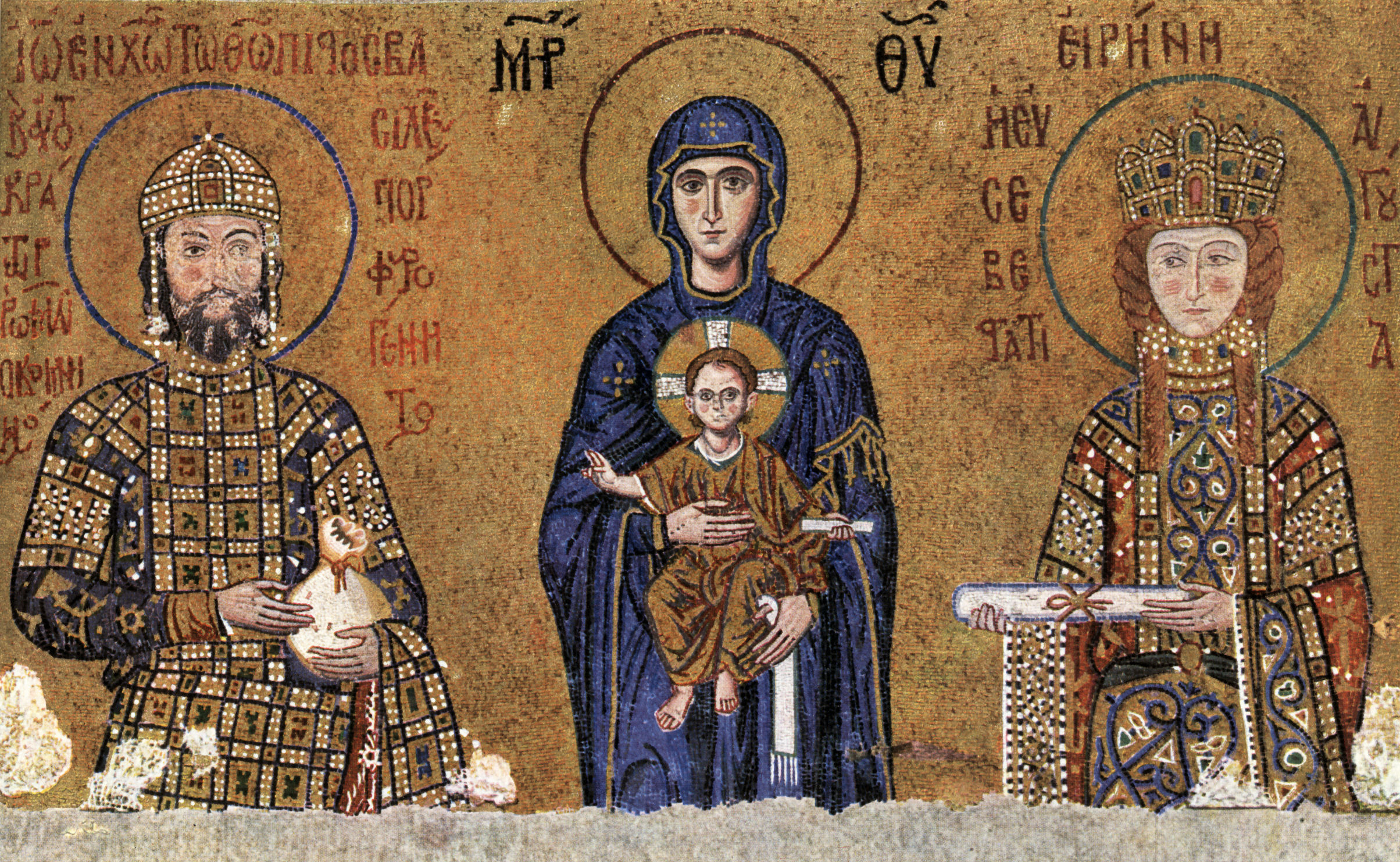
Mozaik az Hagia Szophiában: II. János és Eirene császárné (Piroska) tisztelegnek a Kis Jézust tartó Madonna előtt

A templom bejáratául szolgáló bronzkaput 880-ban készítették. Ez vezet a külső előcsarnokba (exonarthex), ahonnan két ajtó nyílik a tulajdonképpeni előcsarnokba (narthex). Az egyik ajtó fölött látható, a már török hódítók által is épen hagyott mozaik, amely Máriát ábrázolja a gyermek Jézussal, jobbján Konstantin császár a város makettjével, balján a templomépítő I. Justinianus császárt az Hagia Szophia másával.
A császár részére fenntartott középső kapu felett látható a 9. században készült Jézus pannó. Ez a mozaik a pantokrátor Jézust ábrázolja Máriával és Gábor arkangyallal.
A déli karzat díszítései közül először a 12. századi Deészisz-mozaik tűnik fel, amely Jézust, Máriát és Keresztelő Szent Jánost ábrázolja. A töredékében fennmaradt alkotás a bizánci mozaikművészet remeke. A rendkívül kis darabokból összeállított kép olyannyira aprólékos, hogy Mária arcpírja és János ráncai is kivehetők. A mozaikkal szemben, az 1205-ben itt nyugovóra helyezett Enrico Dandolo velencei dózse sírlapja található.
Két jelentős mozaik látható a császár részére fenntartott területen, mindkettő különleges történelmi értékkel bír.
A karzat bal oldalán a Pantokrátor Jézus mellett Zoé császárnét és harmadik férjét, IX. Konstantin Monomakhosz (1042–1055) császárt láthatjuk. Monomakhosz arcképe a mozaik többszörös átrakásáról tanúskodik, összhangban a történelmi leírásokkal, mely szerint Zoé császárnő előző két férjét húgával közösen gyilkolta meg, majd tette meg férjéül (egyúttal Bizánc császárának) a szenátor Monomakhoszt. Monomakhosz azonban már túlélte Zoét, és még két évig uralkodott a birodalmon.
A másik mozaik a magyar történelem szempontjából jelent érdekességet. A mozaikon Mária mellett II. Ióannész bizánci császár és felesége, Eiréné császárné (1088?–1132?) látható. Eiréné I. László magyar király (1077–1095) lánya és Könyves Kálmán király (1095–1118) unokatestvére volt, eredeti neve Piroska (régiesen Priszka).

### Nevezetességek

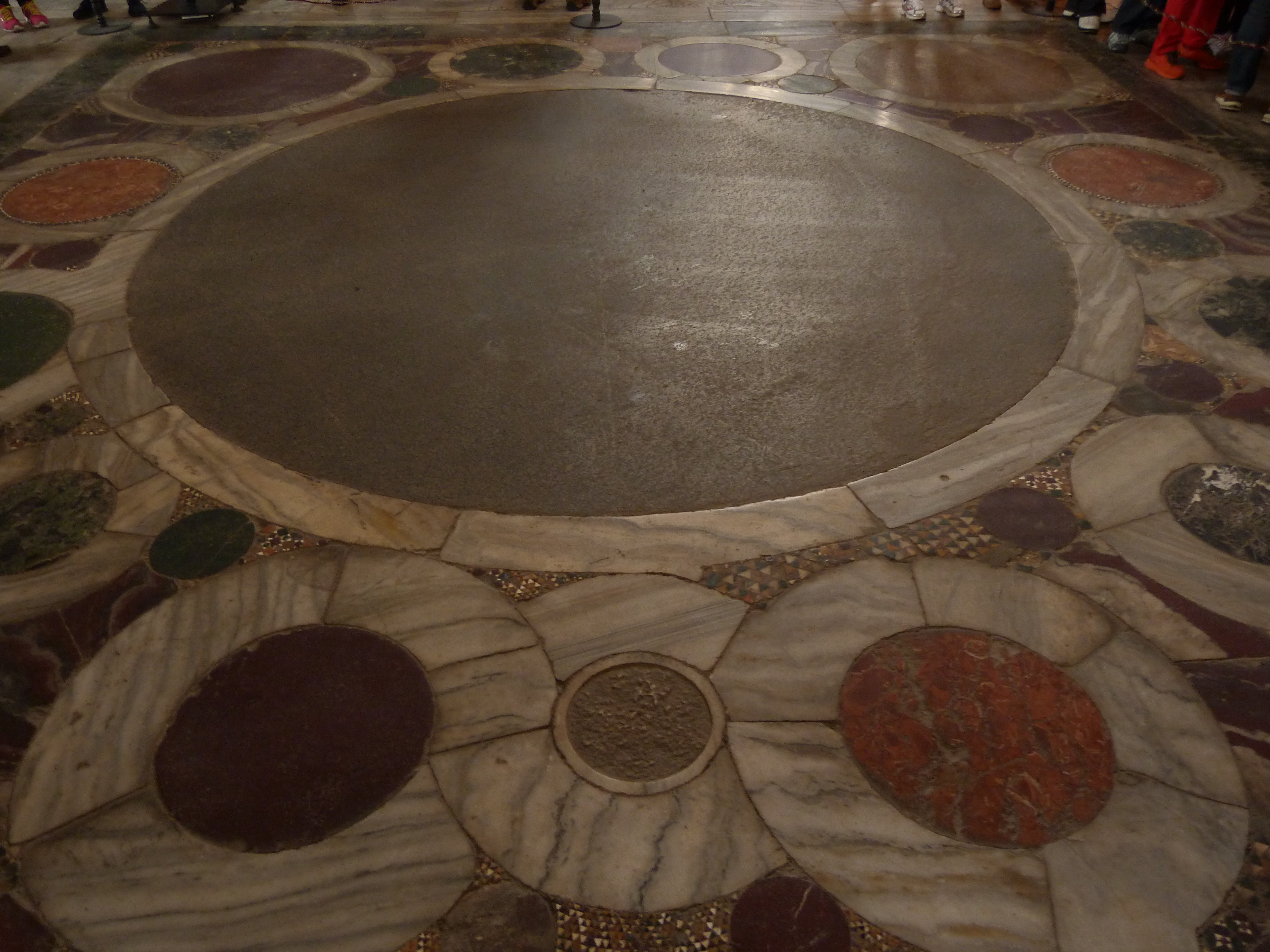
A Világ köldöke

Jeles pont a templom keleti oldalánál, a padozaton egy különleges kövekből kirakott padlódarab. Ez az omphalos, a „világ köldöke”, amelyen az egykorú leírások szerint a bizánci császárokat koronázták.
A templom ugyanakkor jelentős zarándokhely is volt. A korabeli leírások szerint itt őriztek szilánkot Krisztus keresztjéből, Mária leplét, de a Krisztust megsebző lándzsa hegyét is itt tekinthették meg a zarándokok. Sajnos a kegytárgyak nagy részének az évszázadok során nyoma veszett, de nem elsősorban a török hódítás következményeként (hiszen ezek a tárgyak bizonyos értelemben a muzulmán hit ereklyéi is), hanem a velencei hódítás és fosztogatás következtében.
A templom egyik érdekessége az „izzadó oszlop”. A kőzet ugyanis az alatta elterülő víztározóból folyamatosan nedvességet szív fel, amely az oszlop oldalán kiütközik. A babona úgy tartja, hogy aki az oszlopot megérinti, annak kívánsága teljesül, ezért bronzzal fedett oldalán már kisebb lyuk keletkezett a másfél évezred során itt megérintett területen.
A bazilika mellett négy síremlék (türbe) található:
- II. Szelim türbéje (öt fiával együtt nyugszik itt, akiket III. Murád fojtatott meg),
- III. Murád türbéje (21 fiának társaságában van eltemetve, akiket III. Mehmed öletett meg),
- III. Mehmed oszmán szultán türbéje, ahol többek között I. Ahmed 3 fia, 14 lánya és 6 lánytestvére nyugszik),
- I. Musztafa türbéje a bazilika volt keresztelőkápolnájában, ahol I. Ibrahim szultán is helyet kapott.

## Története

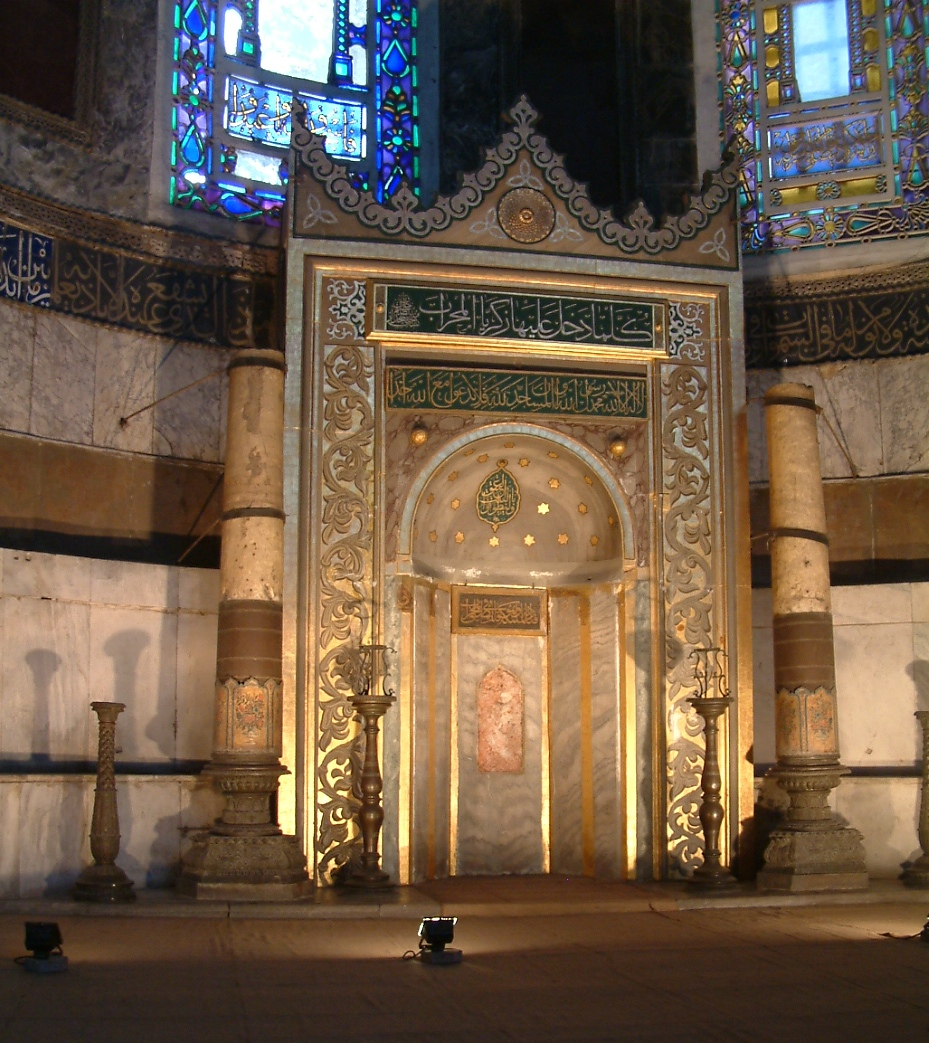
A Mihráb és két oldalán a hatalmas budai gyertyatartók

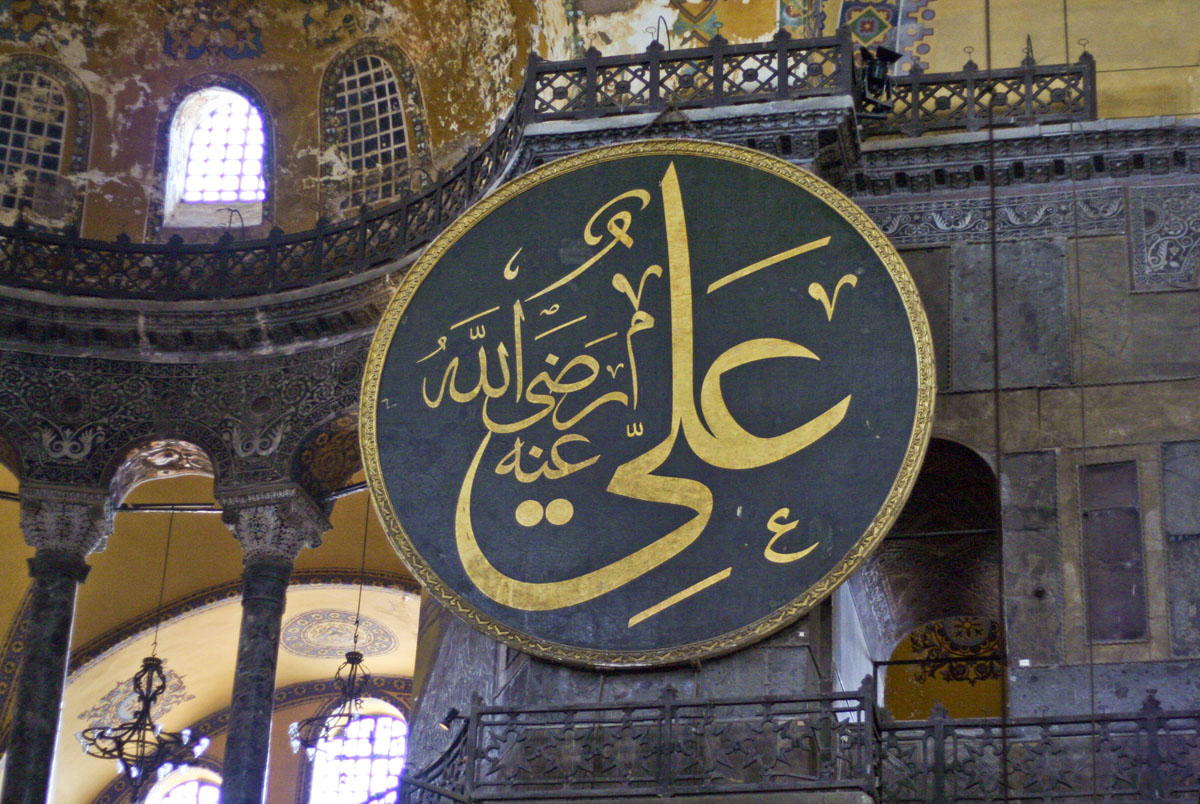
Kalligráfia

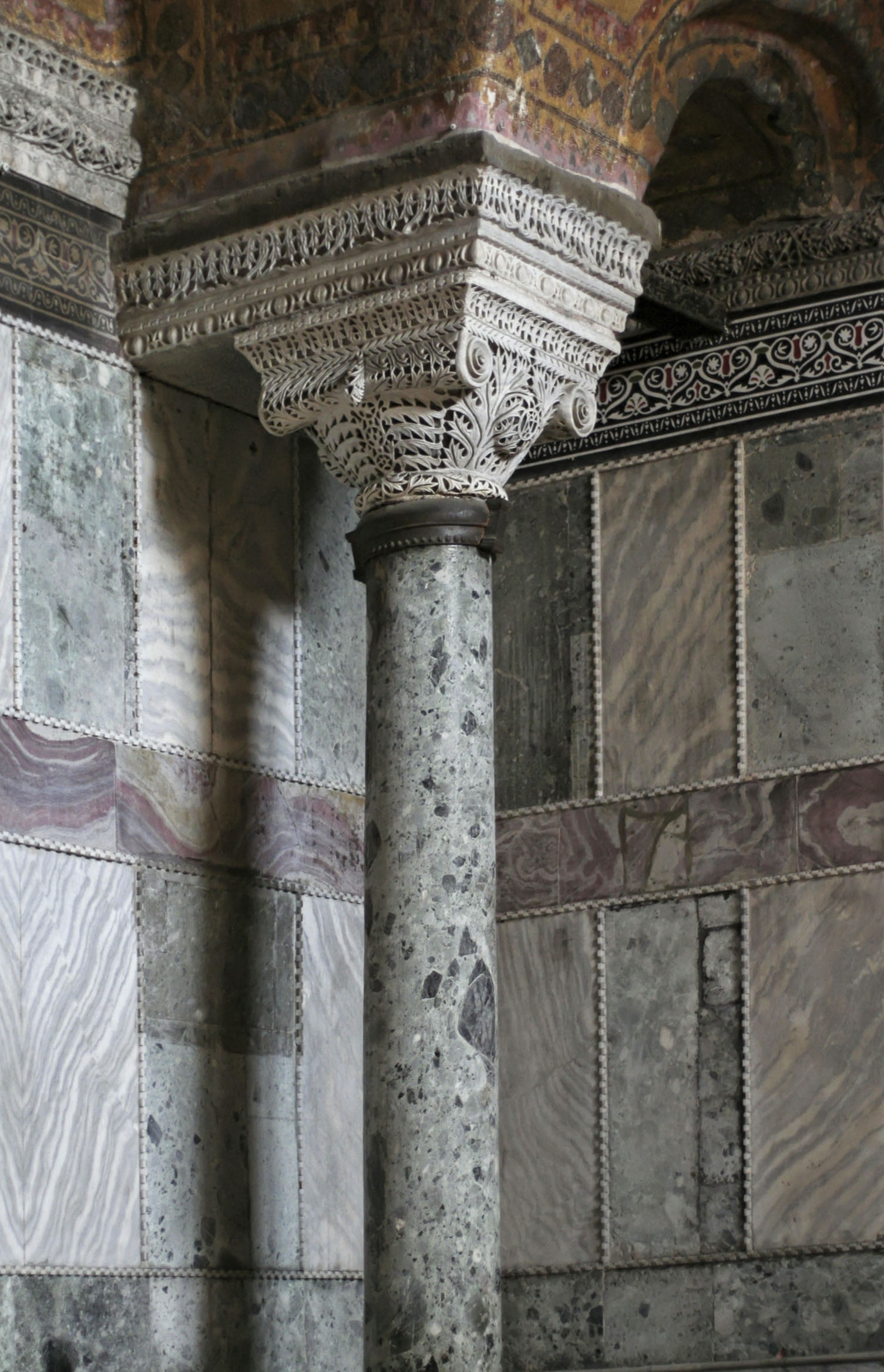
Díszes oszlopfő

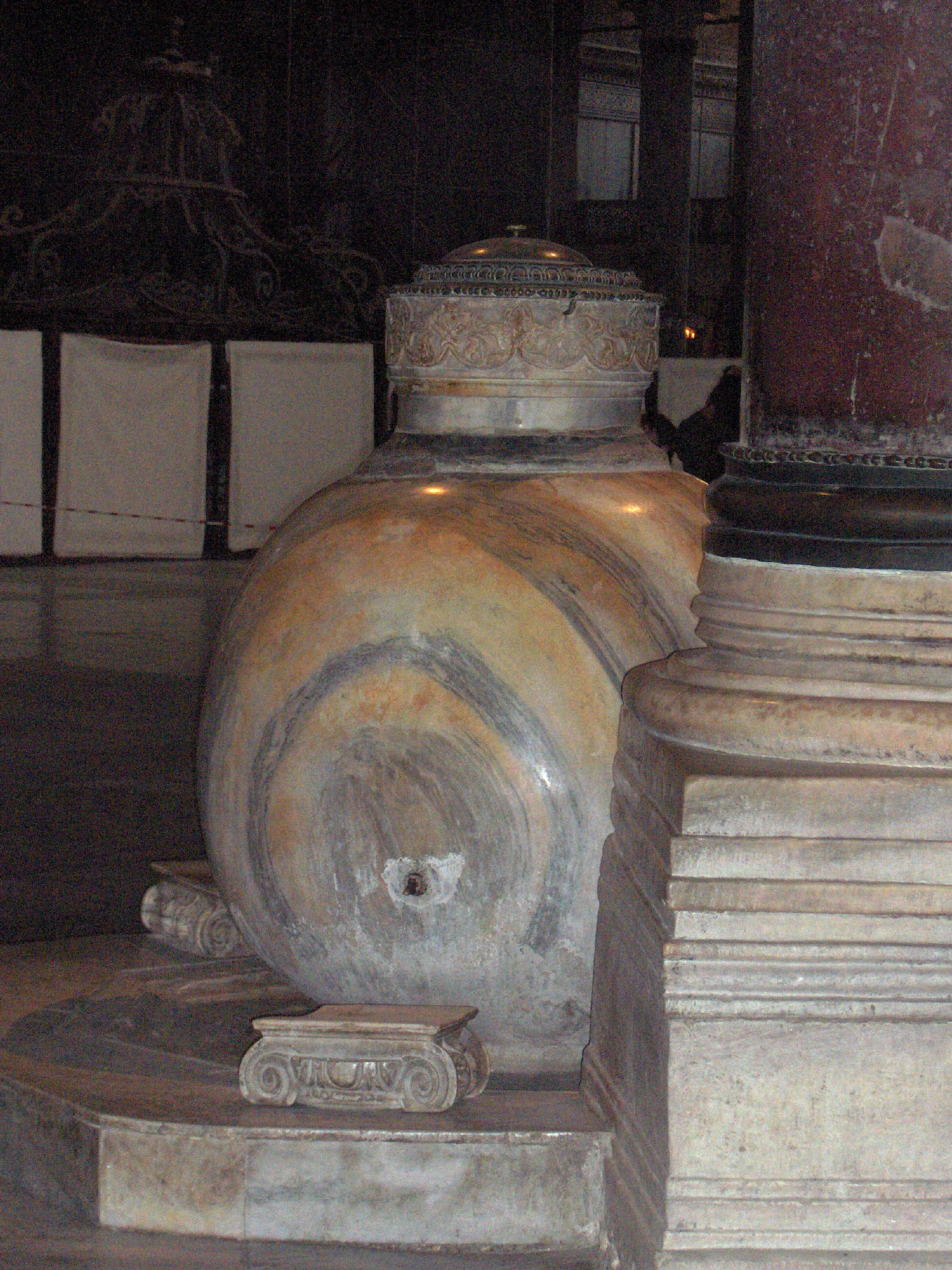
Víztartó váza

Az első nagy templomot II. Constantius – a városalapító Nagy Konstantin fia – itt építtette egy IV. századi, kisebb (pogány) templom helyén. Az építkezés 360-ban ért véget és az épületet Eudoxius pátriárka szentelte templommá. Az épületegyüttes eredeti elrendezésére az átrium egy részét és az oszlopfolyosót feltáró ásatásokból, illetve korabeli kéziratok utalásaiból alkothatunk képet. A feltételezések szerint hosszházú bazilika lehetett, mely a végén ívesen záródott. Mellékhajói fölött empórium zárta a teret.
404-ben megsemmisült, amikor június 20-án, az Aranyszájú Szent János püspök száműzésén felháborodott tömeg felgyújtotta. 415-re II. Theodosius bizánci császár építette újjá. Ennek mértékéről keveset tudunk, a feltárásokat a jelenlegi épület műszaki állapota csak korlátozott mértékben teszi lehetővé. Az 1935-ben végzett ásatások alapján valószínűsíthető, hogy az újabb templomnak nem volt kettős előcsarnoka, a keleti részen kialakított narthex folyosójáról tárult fel a feltehetően öthajós belső tér. A Nika-felkelés 532-ben ismét lerombolta a bazilikát, melyet I. Justinianus felügyelete mellett, 5 év alatt az alapoktól kezdve teljesen újjáépítettek.
A matematikus tralleszi Anthemiosz és az építész milétoszi Iszidórosz nagy képzelőerővel és tudományos pontossággal dolgozott együtt az új terveken, hogy egy évszázadokon át páratlan remekművet hozzanak létre.
532. február 3-án indultak meg a munkálatok a lerombolt templom maradványainak elhordásával. A középtérben, a nyugati konkhé egyik oszlopfőjének monogramja szerint 534 augusztusáig már elérték az új templom első emeleti szintjét. Az ekkor épített központi teret még 8,2 m magas baldachin-kupola zárta le, amelynek falvastagsága a teher csökkentése érdekében mintegy 70 cm (a római Pantheon kupolájának 140 cm a vastagsága). Ez a templom 537-ben készült el, 537. december 27-én Menas pátriárka szentelte fel. 557-ben a kupola egy földrengés hatására beomlott. Az újjáépítés azonnal elkezdődött az ifjabb Izidóroszként ismert építőmester irányításával, aki már félgömb kupolát helyezett a pillérekre bordázatos tartóelemekkel. Ezzel egy időben a támasztószerkezet megerősítése is megtörtént. 563 december 24-én szentelték fel az elkészült épületet.
A következő évszázadokban a politikai és pártharcok, a gazdasági nehézségek okozta pénzhiány hagytak nyomot az épület állagában, így például a belső díszítés és a mozaikok megsínylették a képrombolás (ikonoklaszmosz, 725–843) időszakát is. A megbékélés időszakában, 867–886 között helyreállítási munkálatok indulhattak, amelyeket földrengés zavart meg 869-ben. A 7. századtól a 15. századig huszonhárom természeti csapás okozott kárt az épületben. A 10. század utolsó éveiben kupolája ismét beomlott, 989-ben Tiridatész örmény származású építész építette újjá.

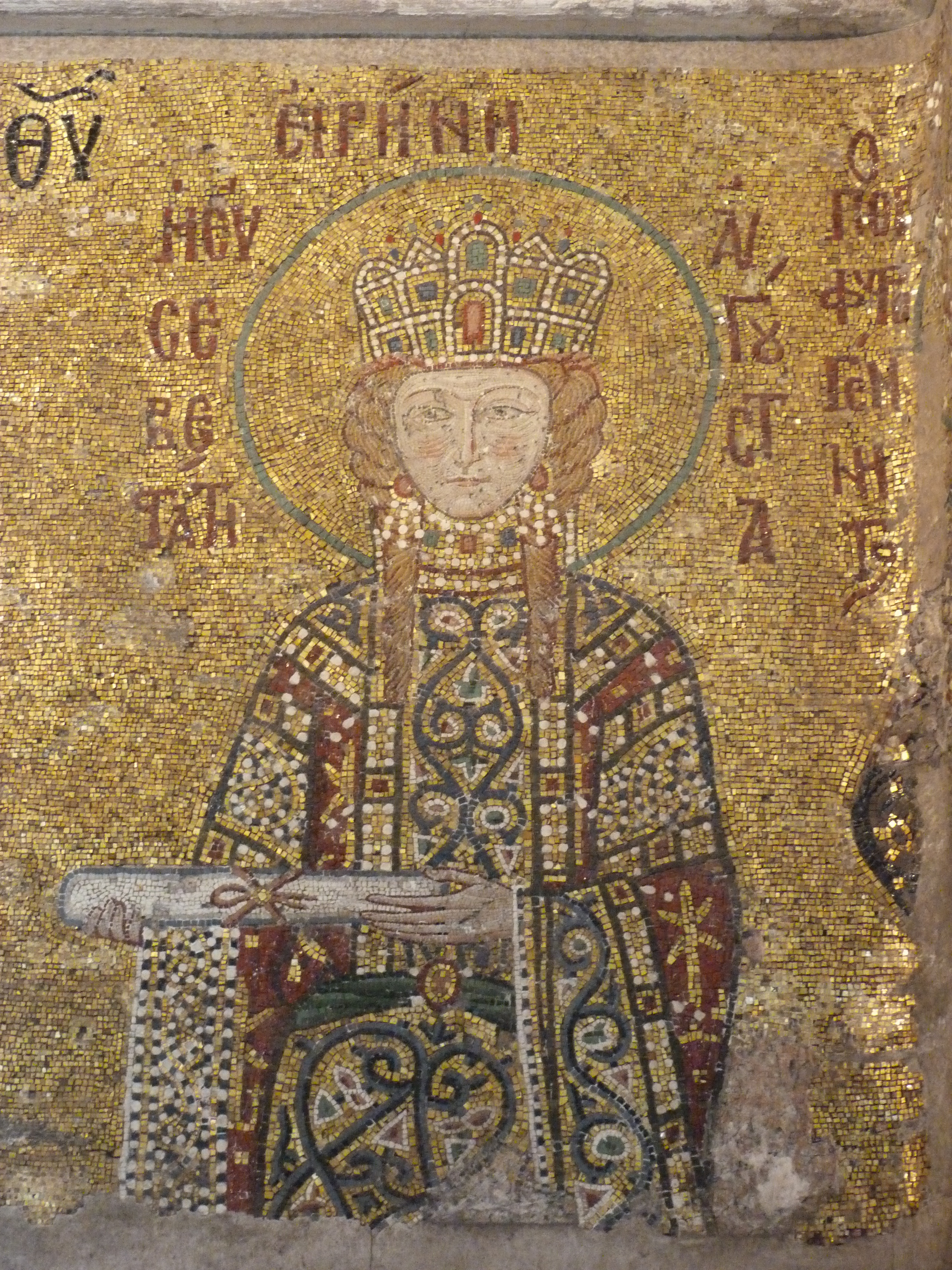
Piroska, Szent László király lánya

Mintegy ezer évig az Hagia Szophia volt a konstantinápolyi patriarchátus székhelye. A Latin Császárság (1204-1261) idején a keresztesek kifosztották és római katolikus templommá alakították át. Ebben az időszakban az Hagia Szophiát komoly károk érték, díszeit elszállították, többek között pompás bronz főkapuját is. Statikai megerősítését már a velenceiek is elkezdték. A templom nyugati oldalán támíveket emeltek, illetve építettek egy harangtornyot a nyugati homlokzat elé. Ez mára már elpusztult, bár korabeli források szerint a 18. század elején még fennállt.
1261-ben a bizánci birodalom restaurálásának nyitányaként a görög seregek visszafoglalták Konstantinápolyt, és a nikaiai Mikhael Palailogoszt VIII. Mikhaél néven az Hagia Szophiában koronázták meg.
1317-ben az épület állagát a szakértők aggasztónak találták, és szükségesnek látták a boltozatok oldalnyomását hatalmas támasztékokkal kívülről ellensúlyozni. 1344-ben, egy újabb földrengés során repedések jelentek meg a kupola keleti részén, majd a kupola mintegy kétharmada beszakadt. Az oltár felé eső oszlopcsarnokot Anna császárnő hozatta helyre, a kupolát a császár, Kantakuzénosz János (1347–1354).
1391-ben, ugyancsak földrengések hatására hatalmas károk keletkeztek az épület statikai rendszerében, bár a kupola épen maradt. A török hódítók által veszélyeztetett városnak ekkor már nem volt elég anyagi erőforrása a helyreállításokra, és a hosszú távú állagmegóvásra.
Fénykorában a templomot 80 pap, 150 diakónus, 60 aldiakónus, 160 olvasó, 25 kántor és 75 kapus szolgálta.
Amikor II. Mehmed, a „Hódító” (Fatih) 1453. május 29-én elfoglalta Konstantinápolyt, már aznap elrendelte az Hagia Szophia muszlim imaházzá (dzsámi) való átalakítását, és június 1-jén már részt is vett az itt tartott istentiszteleten. Fa minaretet, minbart építettek és helyreállították a háborúban megsérült falrészeket. A hosszabb távú állagmegóvási munkálatokat a város elfoglalása után százhúsz évvel Szinán felügyelete és tervei szerint 1573-ban kezdték el. Szinán új támpillérekkel erősítette meg a boltozatrendszert, illetve kialakította az iszlámra jellemző kötelező épületegyüttest a templom körül (medreszék, minaretek, népkonyhák).
A templombelső átalakítása már a 15. században megkezdődött. A templom tengelyére ferde szögben Korán-olvasó pultokat építettek, a padozatot pedig keleti irányba futó szőnyegekkel borították be és gondosan letakarták az ember alakot ábrázoló szobrokat is. Mésszel, illetve gipsszel fedték le a mozaikokat, kivéve az előcsarnok (narthex) bejárata felett lévőt, amely kívül esett a tulajdonképpeni imatéren. A templomot fokozatosan egészítették ki a dzsámira jellemző melléképületekkel, azaz kúttal, időjelző épülettel és népkonyhával. A padlóburkolatot helyenként litográf palával újították fel.
A főbejáratnál III. Murád (1574–1595) idejében Pergamonból ideszállított alabástrom víztartó vázák a rituális mosakodás kellékei.

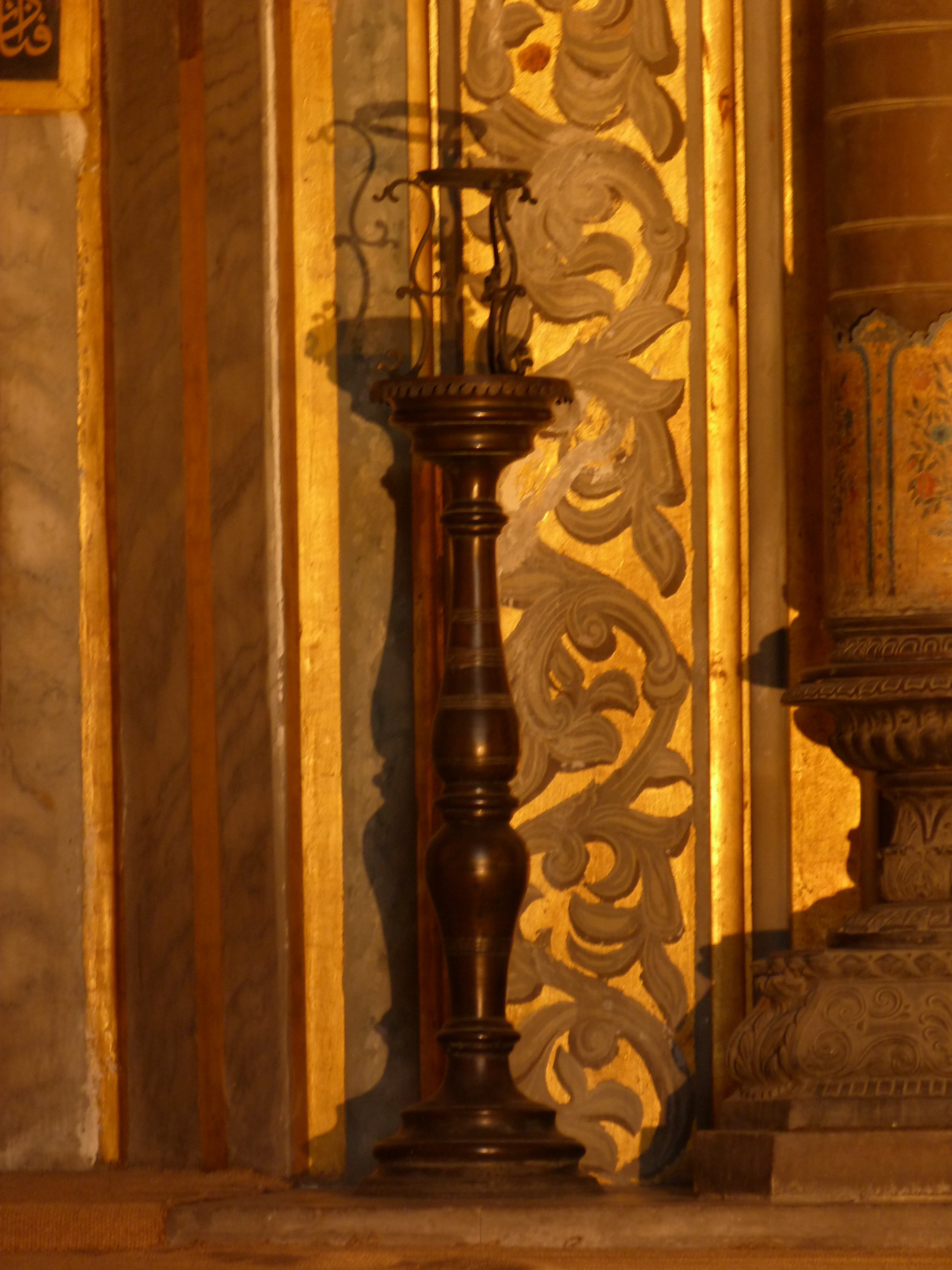
Budáról származó gyertyatartó (1526)

Az imafülke mihráb két oldalán két hatalmas bronz gyertyatartó áll, amelyeket I. Szulejmán (a „Törvényhozó”, Kánuni) 1526-ban Buda első török megszállásakor több más, a budai várban és a templomokban található értékekkel együtt Konstantinápolyba szállíttatott. Ezek a gyertyatartók több mint 450 éve ugyanazon a helyen állnak, ahova I. Szulejmán annak idején állíttatta őket. Oldalukon török feliratok hirdetik I. Szulejmán nagyságát.
A magyarországi reneszánszkutatás szempontjából értékes műtárgyakat Karácson Imre azonosította. A feltehetőleg olasz mesterek által, de magyarországi öntőműhelyben készített alkotásokról 2005-ben másolat készült, amelyeket 2006. szeptember 2-án, Buda töröktől való visszafoglalásának 320. évfordulója alkalmából helyeztek el Budán, a Mátyás-templom oltárának két oldalán.
A 16. században a kupolacsúcs köré szulusz kalligráfiával korán idézeteket írtak. A feliraton a biszmillah fordulaton túl a Koránból A világosság szúrájának egy részlete (24,35) olvasható.
A templom Mekka irányába eső keleti falánál, a 18. század elején márvány imafülkét (mihráb) és a szultán számára díszes rácsozattal ellátott imahelyet (Hünkar Mahfili), majd szószéket (minbar) építettek. Az Hagia Szophia már az iszlám hódítás kezdetétől, évszázadokon keresztül a főváros (már Isztambul) vezető imaházává vált.
A 19. században nyolc hatalmas, fából készített pajzsot (átmérőjük 7,5 méter) függesztettek fel a kupola alatti térben, amelyen a kor híres kalligráfusa, Mustafa Issad Effendi látott el Allah, Mohamed és az első prófétákat (Abu Bakr kalifa, I. Omár kalifa, Oszmán kalifa, Ali kalifa, Hasszán, Huszajn) dicsőítő feliratokkal.
Összességében elmondható, hogy a török uralkodók nemzeti kincsüknek tekintették a templomot, és annak megfelelően ápolták, karbantartották.
1934-ben, már a Török Köztársaság idején Kemal Atatürk alatt az épületet szekularizálták és 1935-ben megnyitották, Ayasofya Múzeumként.
A bazilika több ortodox templom mintájául is szolgált, bár a szláv világban (főleg Oroszországban és Ukrajnában) kicsit módosítottak a stíluson: keskenyebb, de magasabb kupolákat emeltek a templomaik fölé (ilyen például a kijevi Szent Szófia-székesegyház). A templom több mecset építőjét is megihlette, ilyen például Isztambulban a Szulejmán-mecset és a Rusztem Pasa-mecset is.

## Az Hagia Szophia ma

### Rekonstrukciós munkálatok
Az épület restaurálása, szinte fennállása óta, folyamatosan zajlik. A várost több ízben földrengések rázták meg, amelyek labilissá tették az amúgy is érzékeny szerkezetet. A török hódítás után nagyszabású átalakítási munkálatok is kezdődtek: II. Mehmed és fia, II. Bajazid két minaretet építtetett a falak mellé, amelyeket Mimár Kodzsa Szinán, a templom átépítésével egy időben, még további kettővel bővített (1573).
1847–1849 között I. Abdul-Medzsid szultán megbízta a svájci Gasparre Fossattit a templom restaurálásával. Ő tárta fel elsőnek, teljes egészében a templom mozaikjait, amelyeket gondosan megtisztított, majd később, mivel az épület imaház jellege nem szűnt meg, gipszréteggel fedett le.
1927-től Kemal Atatürk utasítására újabb restaurálási periódus következett, amelynek során ismét felfedték a mozaikokat (1931), de most már nem fedték be őket, mivel az épületet 1935-ben múzeummá nyilvánították.
Bár az évek során számtalan tudós tanulmányozta az Hagia Szophiát, az épület teljes körű felújítási és restaurálási tervdokumentációja soha nem készült el. Ennek ellenére a felújítás különböző intenzitással, de állandóan folyik. Az idők során még új leletek is napvilágra kerültek. Az 1990-es években, a sürgősségi javítások során, a kupola belső felületén 10. századi falfirkát találtak, valószínűleg az építők hagyhatták ott könyörgésüket, ahogy 46 méter magasságban az állványokon dolgoztak: „Kirie, voithi tó szu duló, Grégorió”.
1985 óta az UNESCO világörökség része. 1993-ban egy UNESCO bejárás alkalmával hulló vakolatot, betört ablakokat, piszkos márványburkolatokat, beázást és hibás tetőt jegyeztek fel a helyszínen. Azóta a hibák nagy részét kijavították, de a kupola továbbra is részben felállványozott maradt.
A falfelületről néhol hatalmas darabok peregnek le, a beszivárgó esővíz az értékes freskódíszítéseket folyamatosan rongálja. A stukkókat több száz négyzetméteren renoválni, a betört ablakokat javítani, újra üvegezni, míg a megvetemedett kereteket cserélni kell. Több száz márványlap elkoszolódott, azok megtisztítása is szükséges. Több neves restaurátor szerint, a mozaikok állagmegóvására hosszú távú megőrzési tervet nem lehet készíteni. Az Hagia Szophia jövőjébe tehát az állandó felújítás szinte kódolva van.
Az 1993. év óta tartó renoválási időszakot 2010-ben, amikor Isztambul Európa egyik kulturális fővárosa lett, átmenetileg befejezték, és a kupolatérben elhelyezett, több száz tonna tömegű fém állványt eltávolították. Ekkor végre teljes egészében áttekinthetővé vált a csarnok monumentális szépsége és architektúrája. 

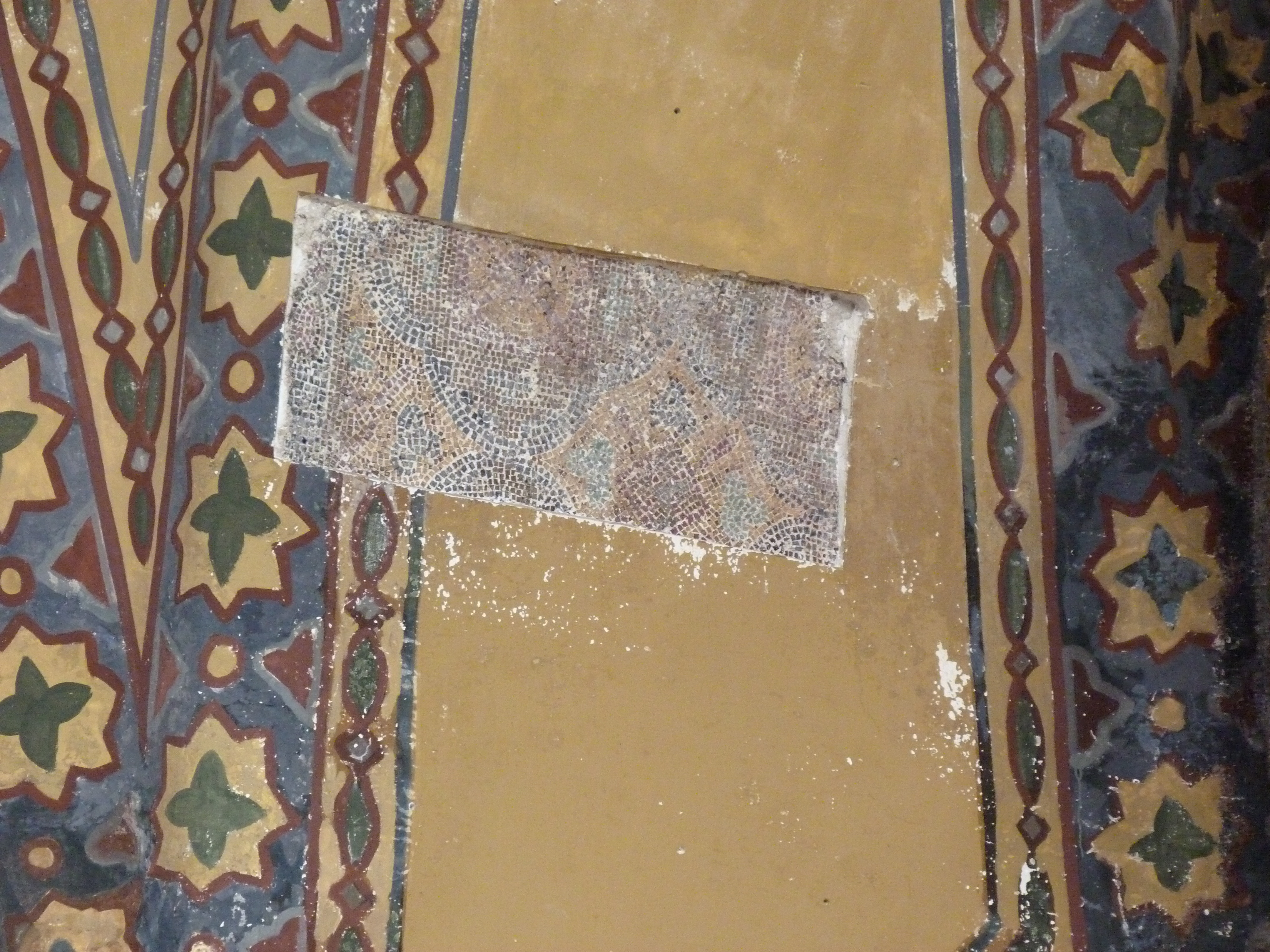
A mozaikfelületek feltárása (2014. október 23-i felvétel)

A 2014-ben folyó feltárási munkák során az eredeti mozaikburkolatot fedő réteget eltávolítják, hogy a mozaikdíszítések rekonstruálhatók legyenek.

### Hagia Szophia – vallás és politika
Az épület a 20. század eleje óta áll a vallási és politikai csatározások középpontjában. Szimbólumként tekintenek rá mind a keresztények, mind a muzulmánok és Atatürk világi követői is. A muszlim ideológusok szemében az Hagia Szophia az iszlám végső győzelmének szimbóluma a keresztény világ felett. Ez a felfogás nem új keletű. Már jóval Konstantinápoly elfoglalása előtt, az oszmán törökök az Hagia Szophia által képviselt vallási és politikai hatalom megszerzését tűzték zászlajukra. Nem véletlen, hogy II. Mehmed első útja nem a császári paloták és közigazgatási központok felé vezetett, hanem egyenesen a templomba. II. Mehmed, minden kegyetlensége ellenére nem volt fanatikus. Tudta, hogy a templom elfoglalásával a Bizánci Birodalom feletti hatalmat szerezte meg. Ismerte az Hagia Szophia spirituális jelentőségét. Tény, hogy a törökök az Hagia Szophiát mindig is tisztelettel kezelték, szemben más meghódított keresztény templomokkal, amelyeket később átalakítottak mecsetté. Az Hagia Szophia nevet is megtartották, csak a török helyesírásnak megfelelően átírták Ayasofyára.
Amikor a 20. század első évtizedeiben, a Török Köztársaság születésének időszakában, a felvilágosult Mustafa Kemal Atatürk elrendelte a vallási iskolák (medreszék) bezárását és megtiltotta a nők fátyolviselését (ezzel együtt szavazati jogot is adva nekik), az Hagia Szophiáról kijelentette: „Az emberi civilizáció emlékműve kell hogy legyen”. Az 1930-as évekből származó török törvények megtiltják az épületben a nyilvános imádságot.
Ebben az időszakban erősödtek fel a konstantinápolyi ortodox egyház részéről azon követelések, hogy az új Török Köztársaság megszületésével az egyház első templomát újra felszentelhessék. A több mint 1700 éve konstantinápolyi székhelyű Görögkeleti Patriarchátus ez irányú erőfeszítéseit az épület múzeummá alakítása hiúsította meg.
Atatürk lépése nem csak a keresztény világot, hanem az iszlám hívőket is megrázta. Amikor 1934-ben felszedték a szőnyegeket és a kegytárgyakat is eltávolították az épületből, tüntetések sorozata kezdődött. A hívők már akkor erőteljes hangon sérelmezték Isztambul, sőt, az egész iszlám világ egyik vezető mecsetjének megszüntetését. A vita időről időre fellángol és hol az egyik, hol a másik fél kap politikai támogatást. A radikális török hívők az 1990-es években, az akkor még isztambuli polgármester Recep Tayyip Erdoğan programjára támaszkodtak, aki vissza akarta állítani az épületben az iszlám imát.
2006 novemberében XVI. Benedek pápa látogatást tett Isztambulban, és megtekintette az Hagia Szophiát is. Sok török fundamentalista ezt úgy értelmezte, hogy a pápa ezzel a látogatással az Hagia Szophia keresztény újraszentelésére tett szimbolikus lépést. Mondanivalójukban utaltak XVI. Benedek egy korábbi beszédére, amelyben a bizánci császárt idézve, az Iszlámot erőszakos vallásnak nevezte.
Az Hagia Szophia erőteljes szimbóluma a Görögkeleti Egyháznak, a görögöknek és az amerikai görögöknek is. 2007-ben Chris Spirou, a Szabad Hagia Szophia szervezet vezetője meghallgatást kért és kapott az amerikai kongresszustól, ahol megvádolta a török államot az emberi szabadságjogok nevében, hogy – mint fogalmazott – az Hagia Szophiát a törökök „foglyul ejtették”. Nemzetközi fórumokon kérte, hogy állítsák vissza a „világ összes keresztényének Szent Imaházát”, az „ortodoxia első bazilikáját” és azt az állapotot, amilyenben az épület az oszmán törökök általi elfoglalása előtt volt. Spirou szerint: „Az Hagia Szophia a legnagyobb bizonyíték az uralkodók és hódítók kegyetlenségeire, érzéketlenségére és barbár magatartására az emberiséggel és annak jogaival szemben”. Ez a retorika táplálta egyes török fundamentalisták aggodalmát, mely szerint az épület, a „Nyugat" valamilyen titkos tervének részeként, a templomban vissza akarja állítani a kereszténységet.
A szekularizált török államban a mecsetté való újraszentelést sokan ellenzik. Számukra az Hagia Szophia jelképezi a világi köztársaságot. Ennek ellenére 2020. július 10-én Recep Tayyip Erdoğan elrendelte az épület mecsetté alakítását, miután az Államtanács semmissé nyilvánította azt az 1934-es rendeletet, amellyel az Hagia Szophiát múzeummá nyilvánították. A nemzetközi tiltakozás ellenére a világörökség részét képező épület aktív mecsetként funkcionál tovább.

## Képgaléria

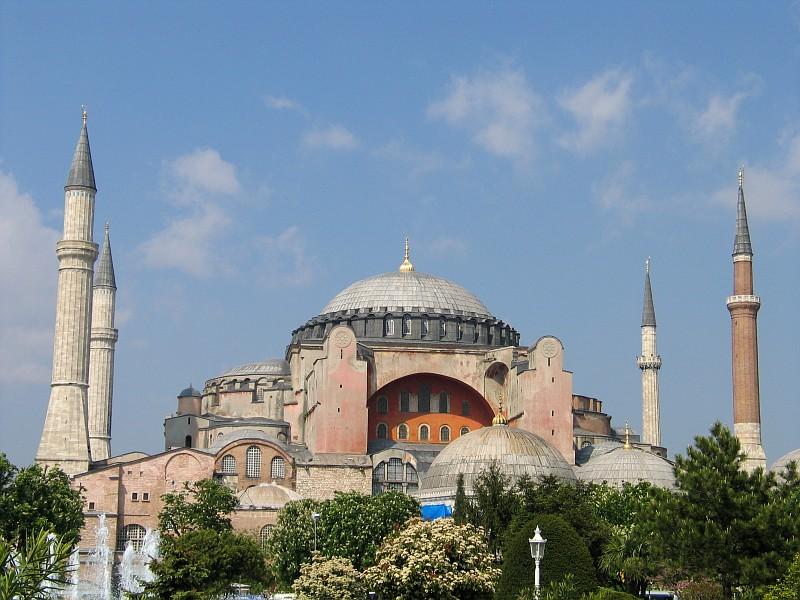
Látkép
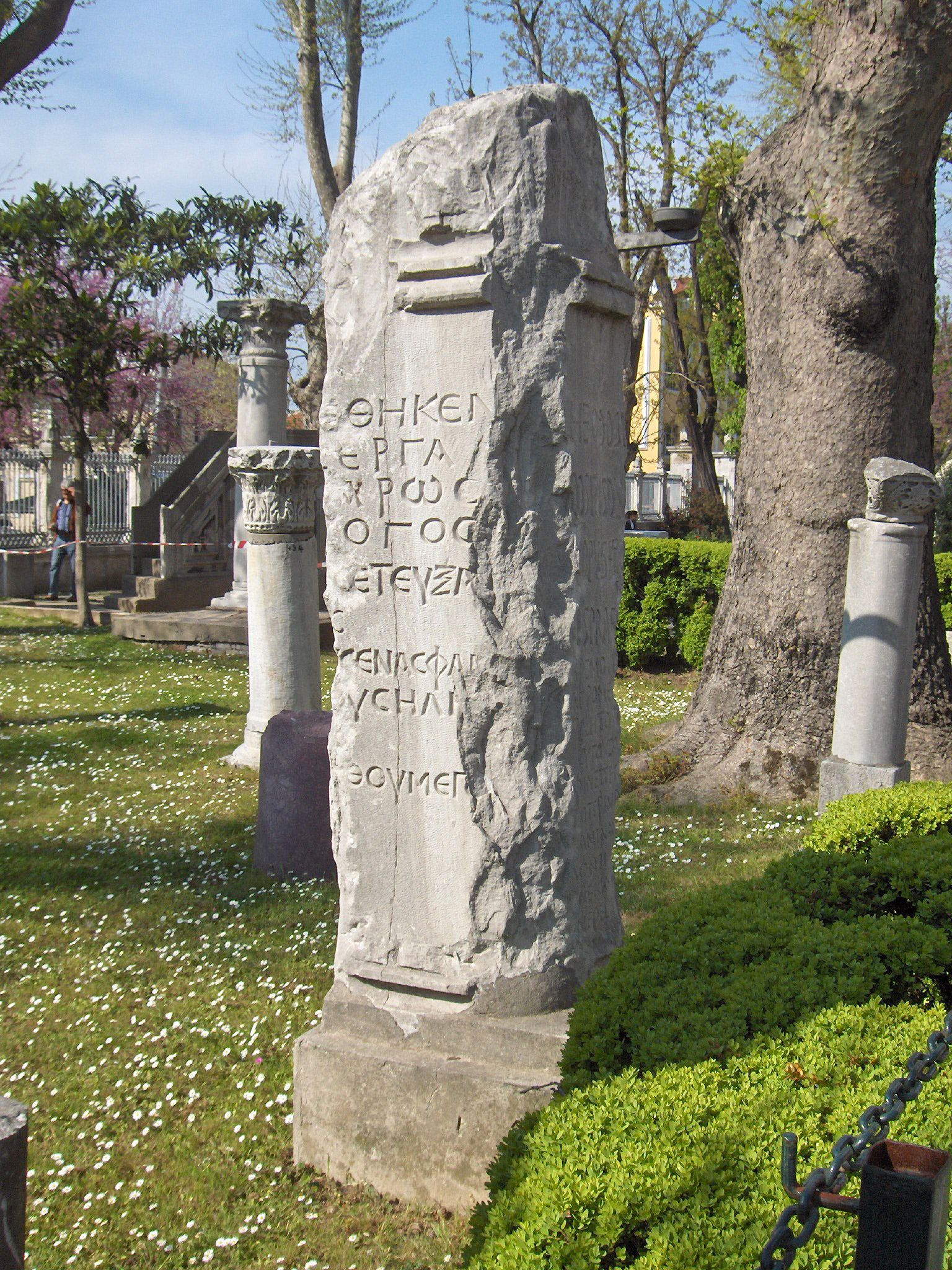
Az első templom romjai (II. Theosodius korából)
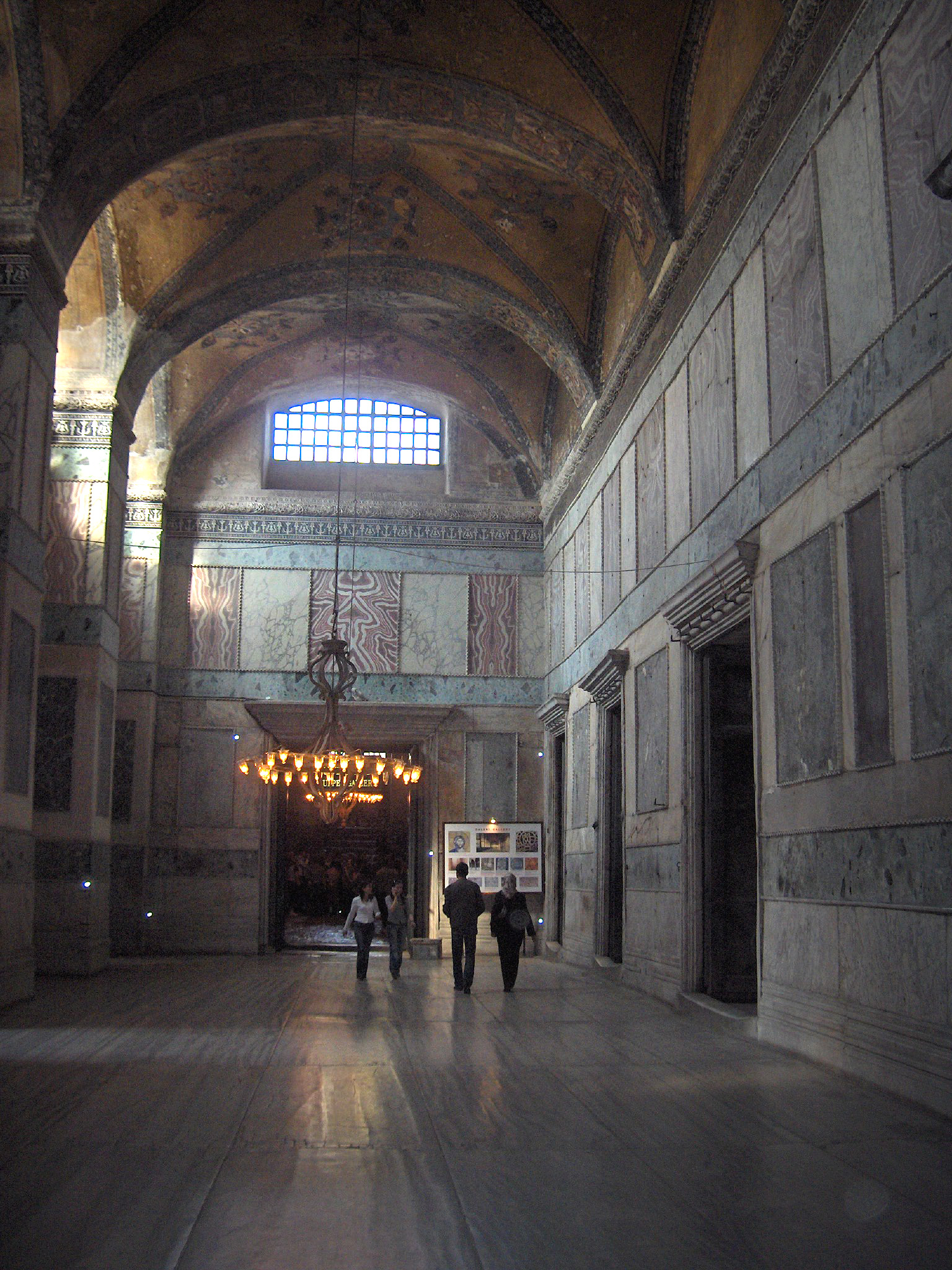
Narthex
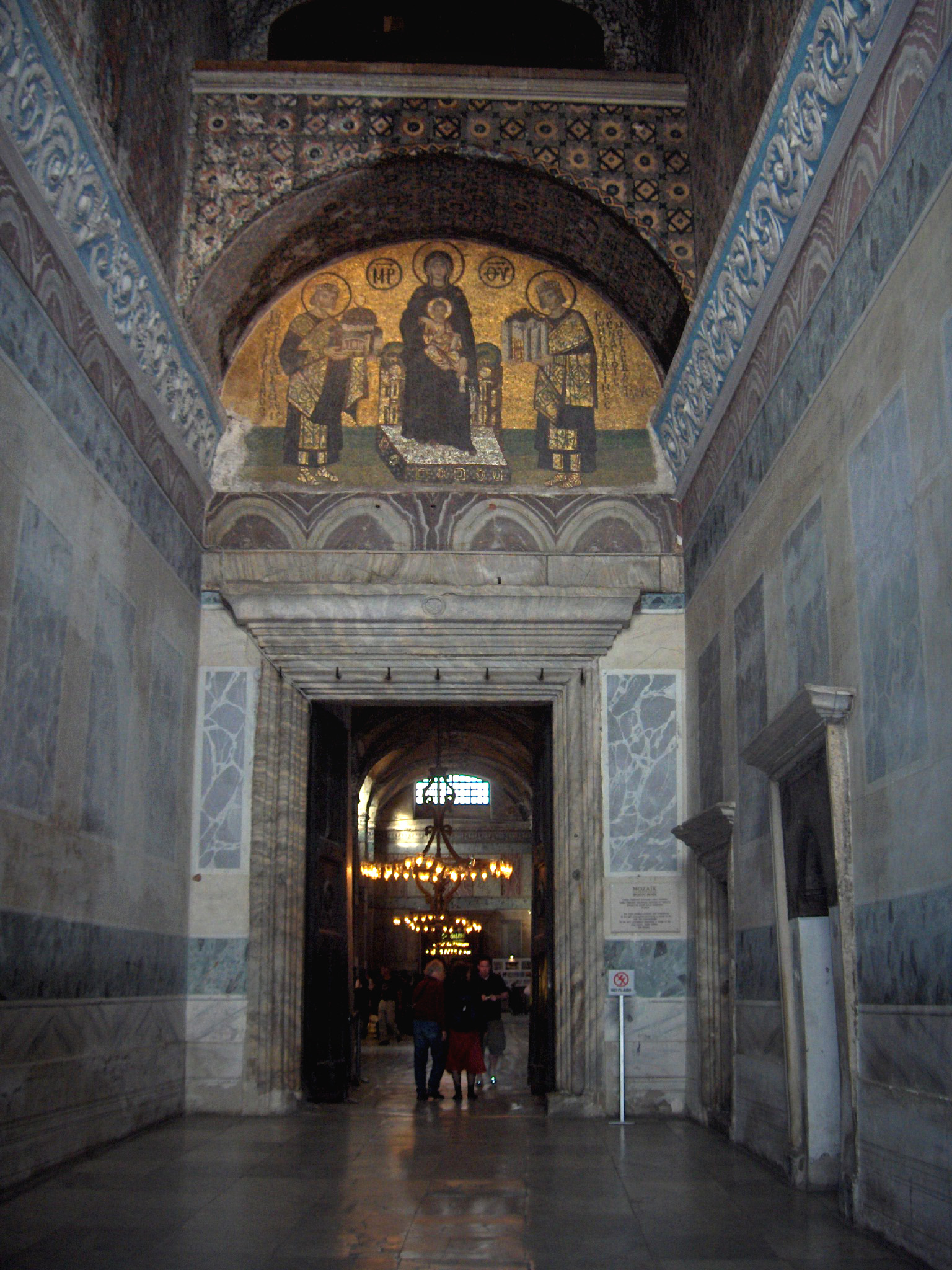
A nyugati bejárat
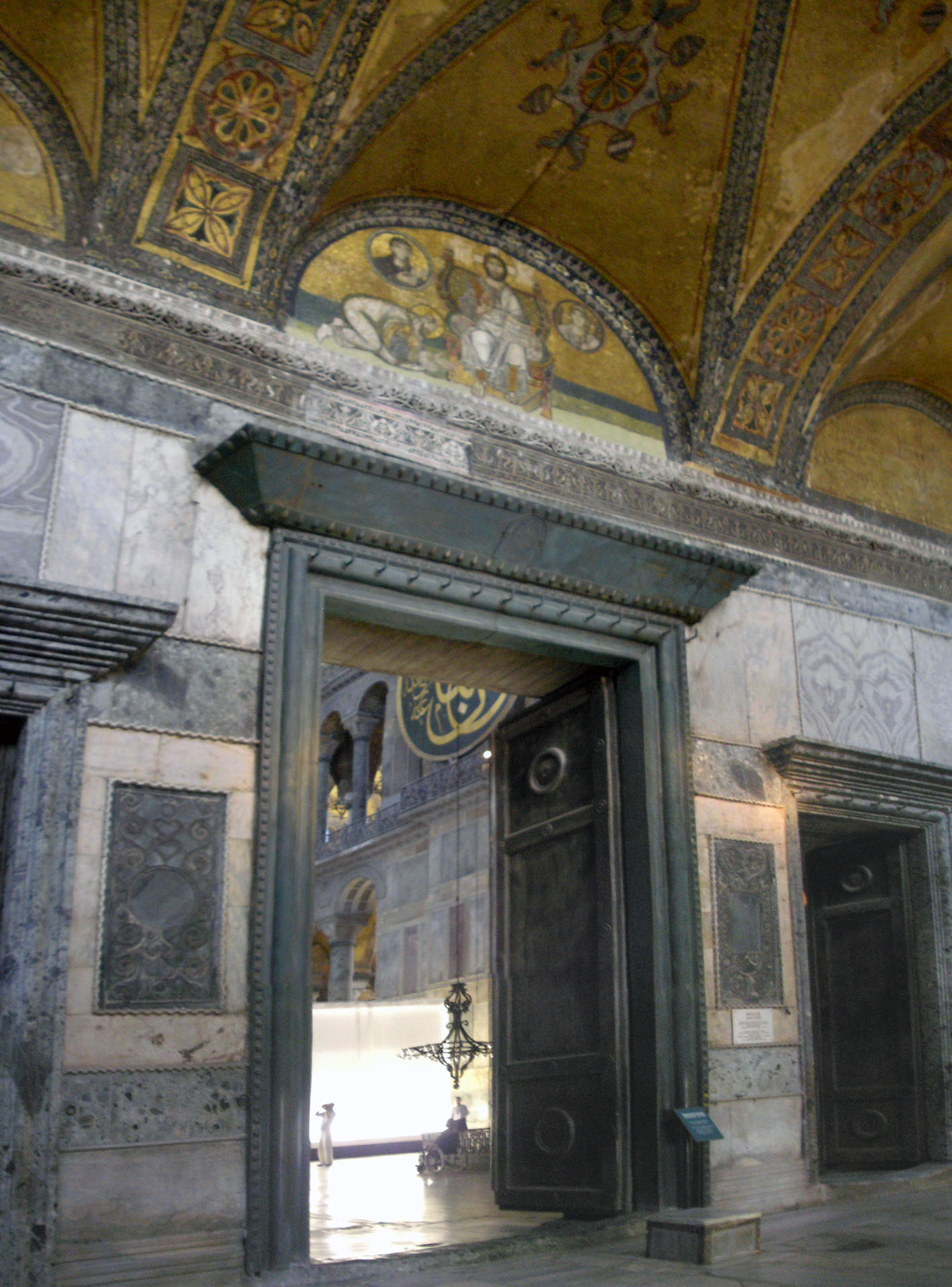
Császár-kapu
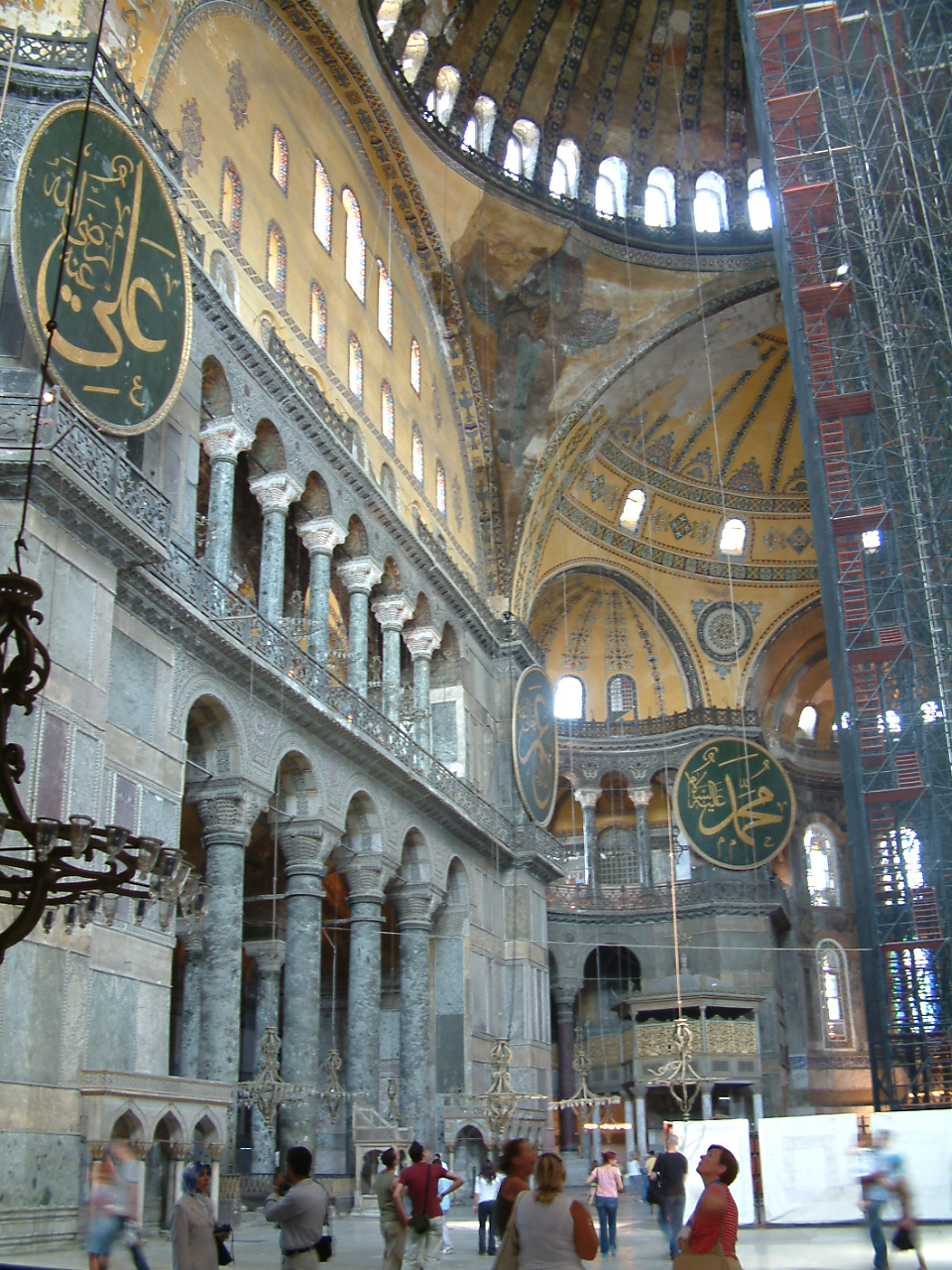
Kupolacsarnok
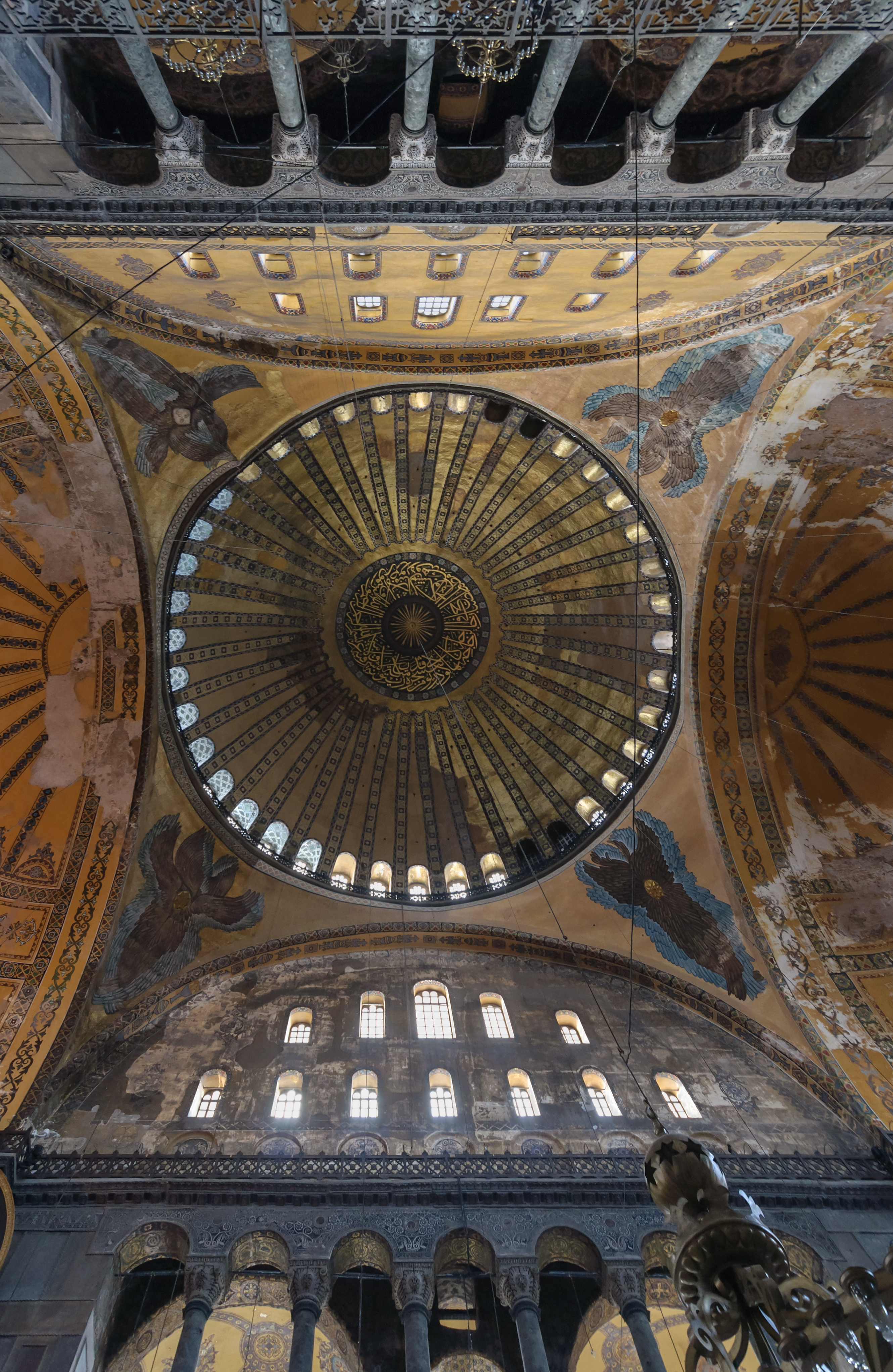
Kupola
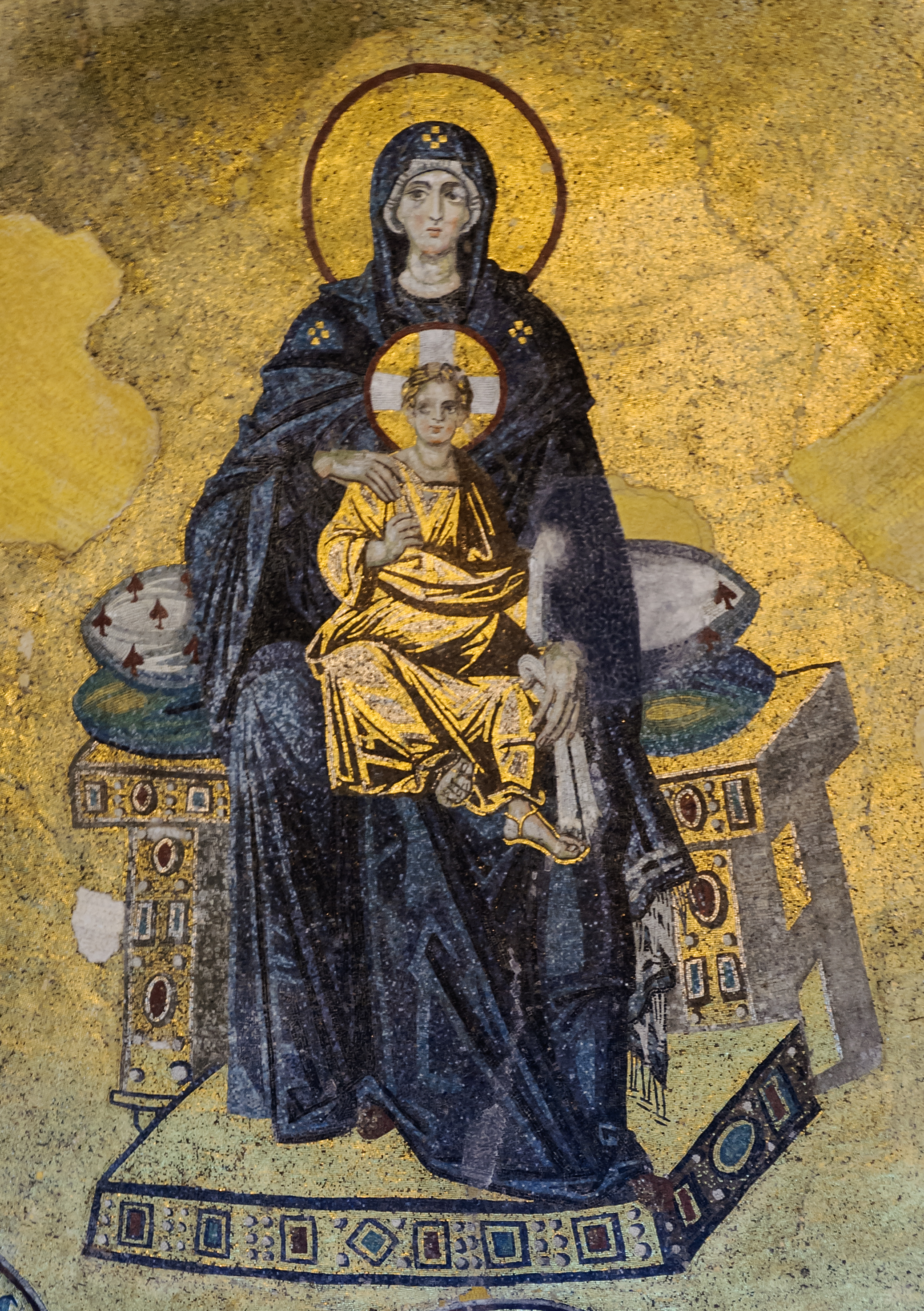
Szűz Mária a gyermek Jézussal az apszis félkupoláján
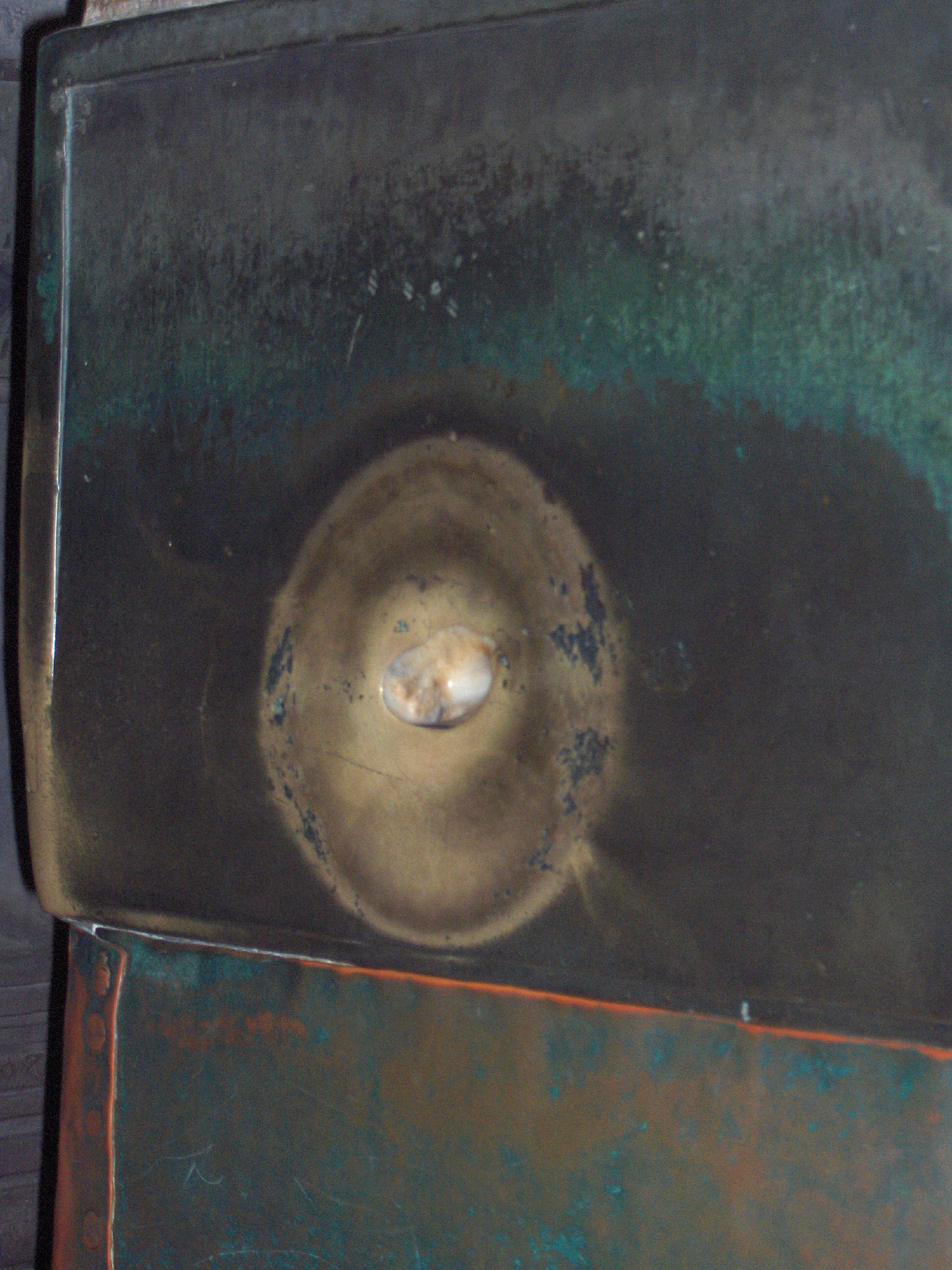
Izzadó oszlop
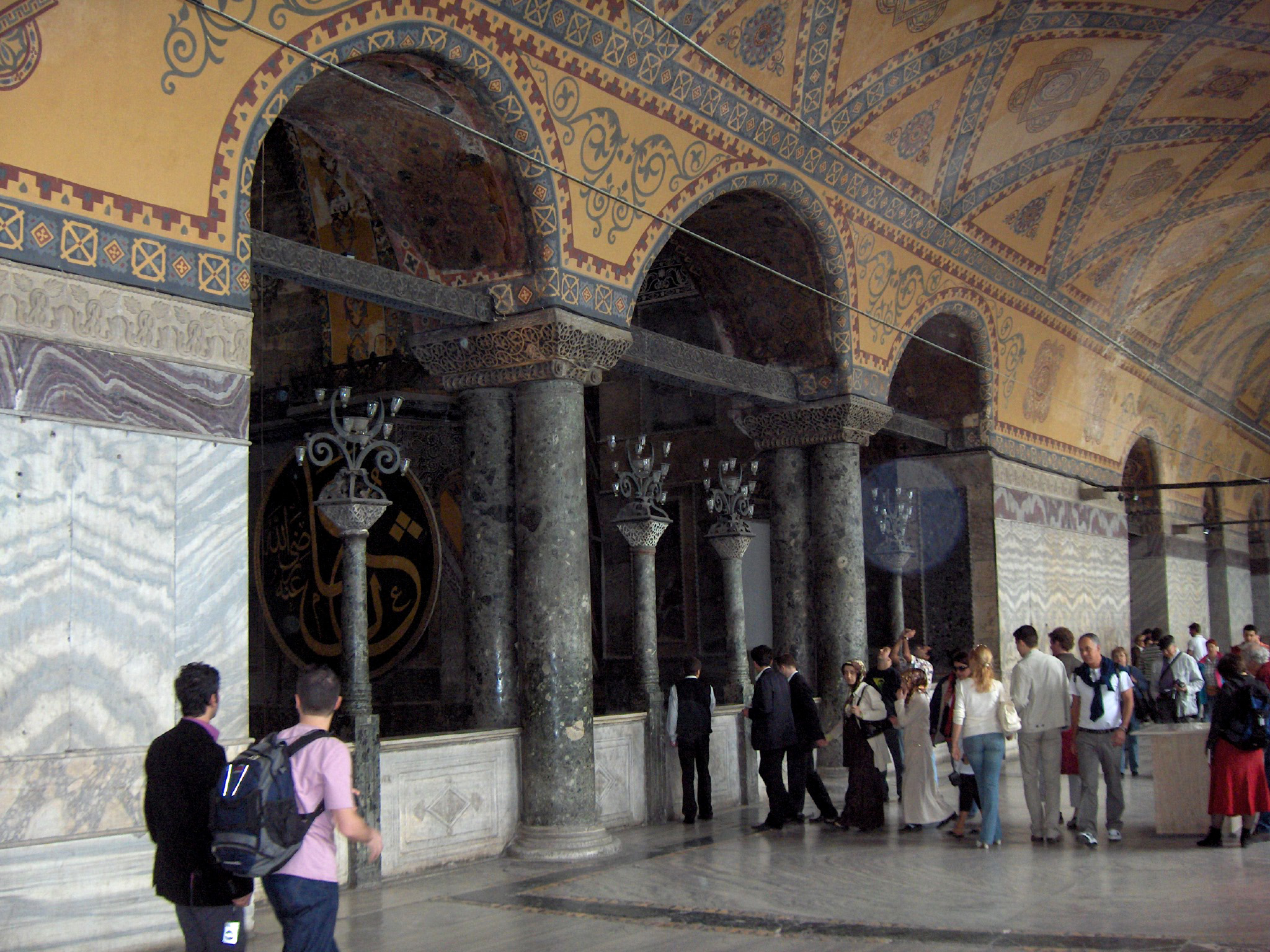
Galéria
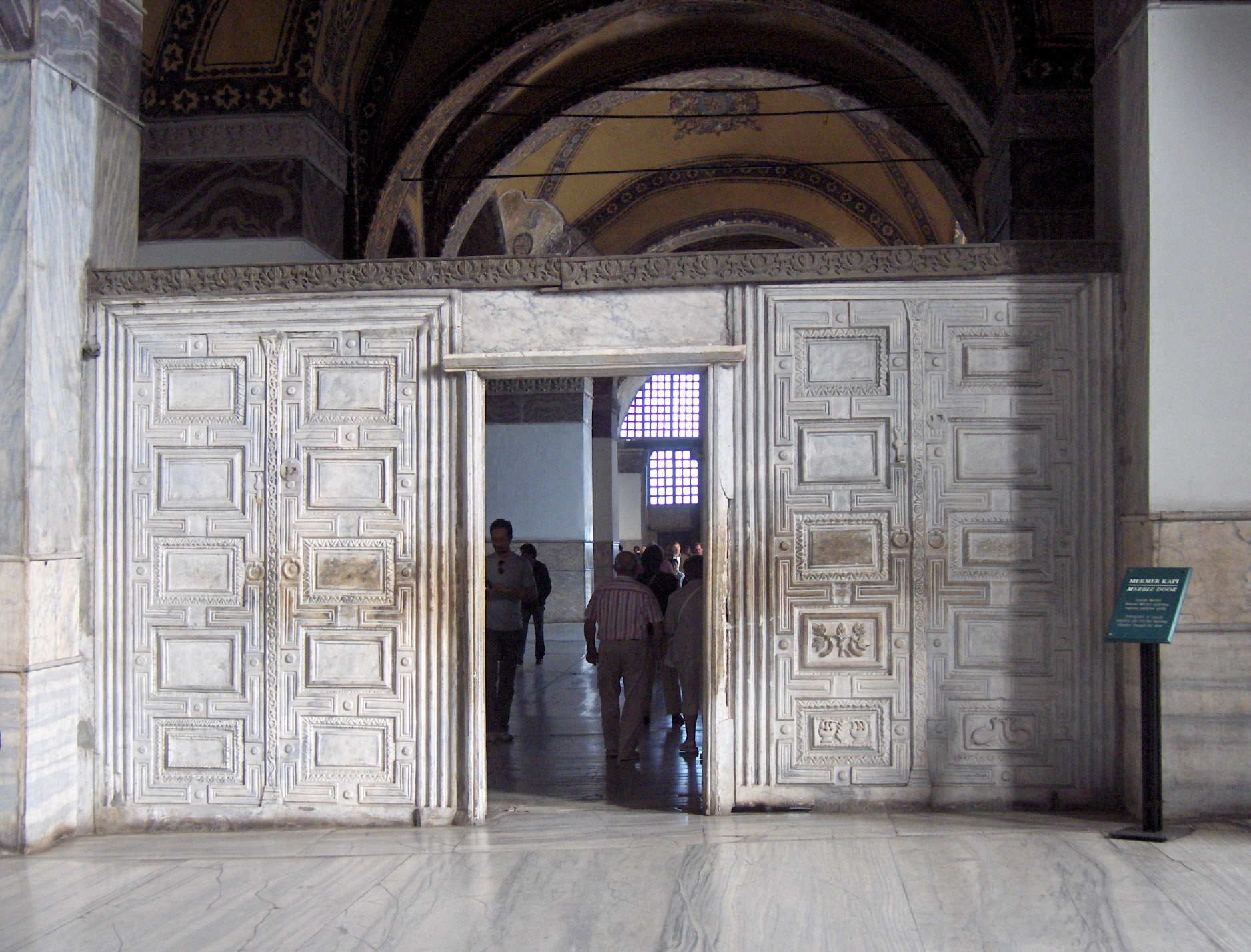
Márványkapu a galérián
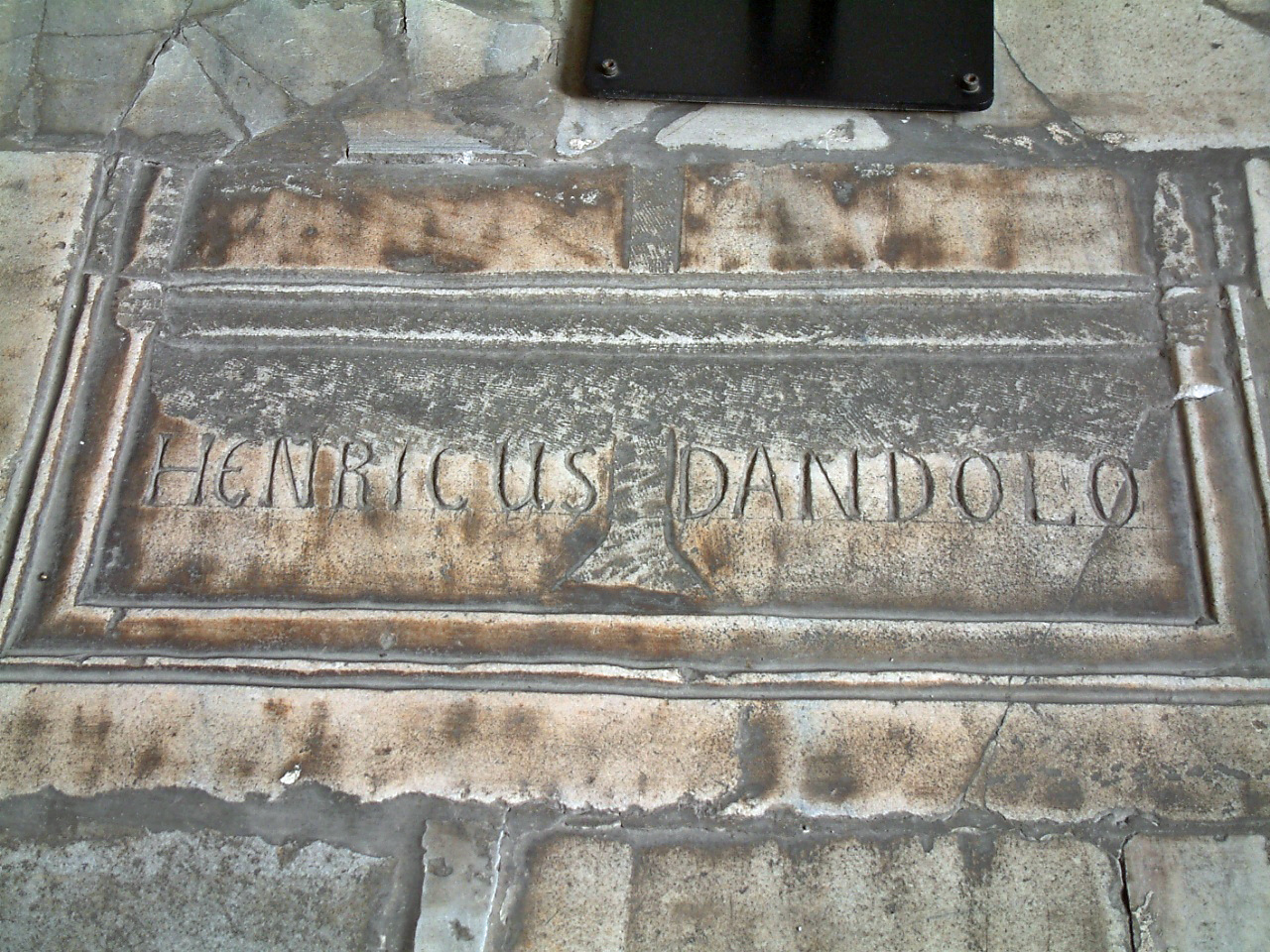
Enrico Dandolo síremléke
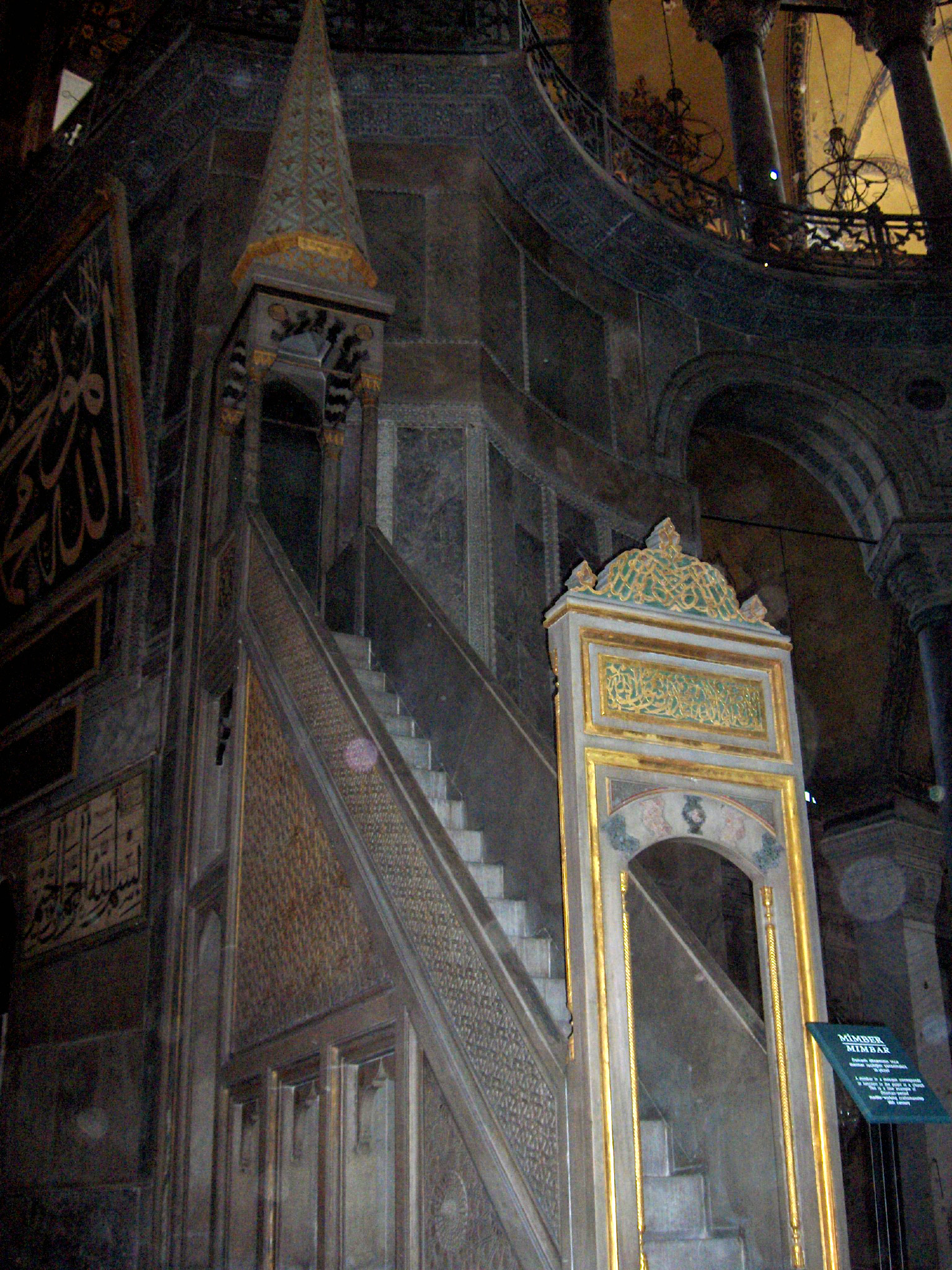
Minbar
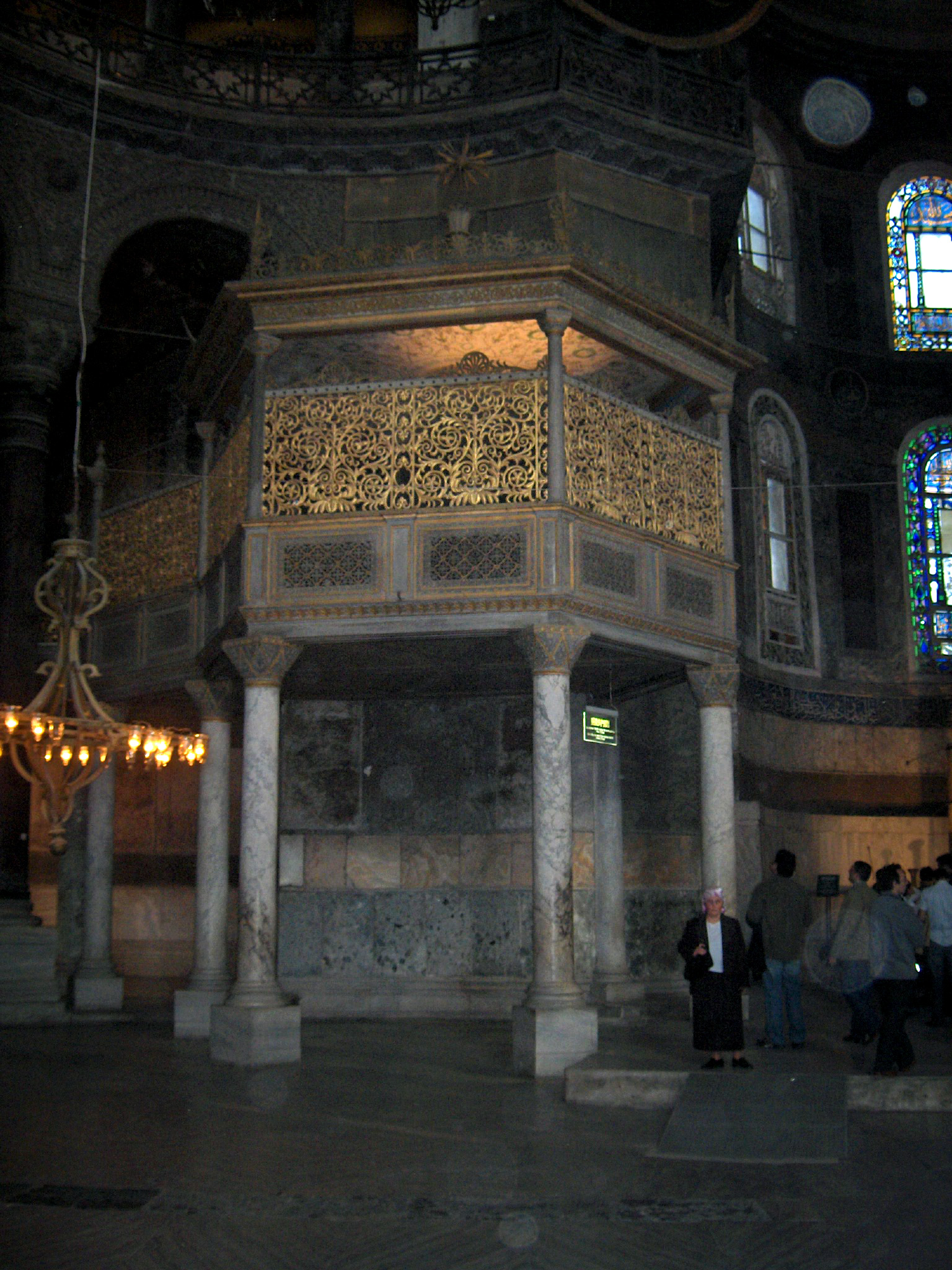
A szultán rácsos imahelye
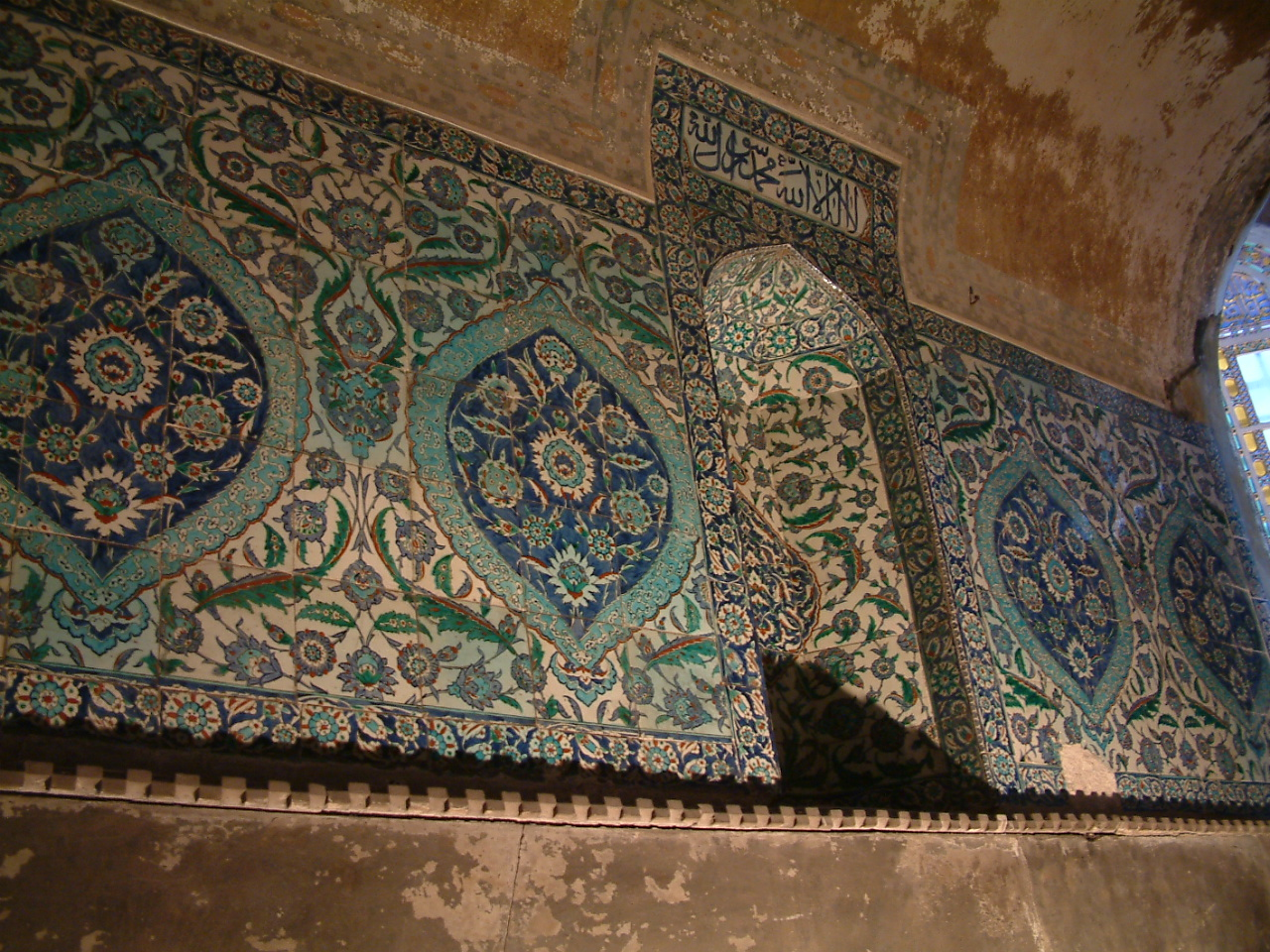
Csempedíszítés az oszmán korból
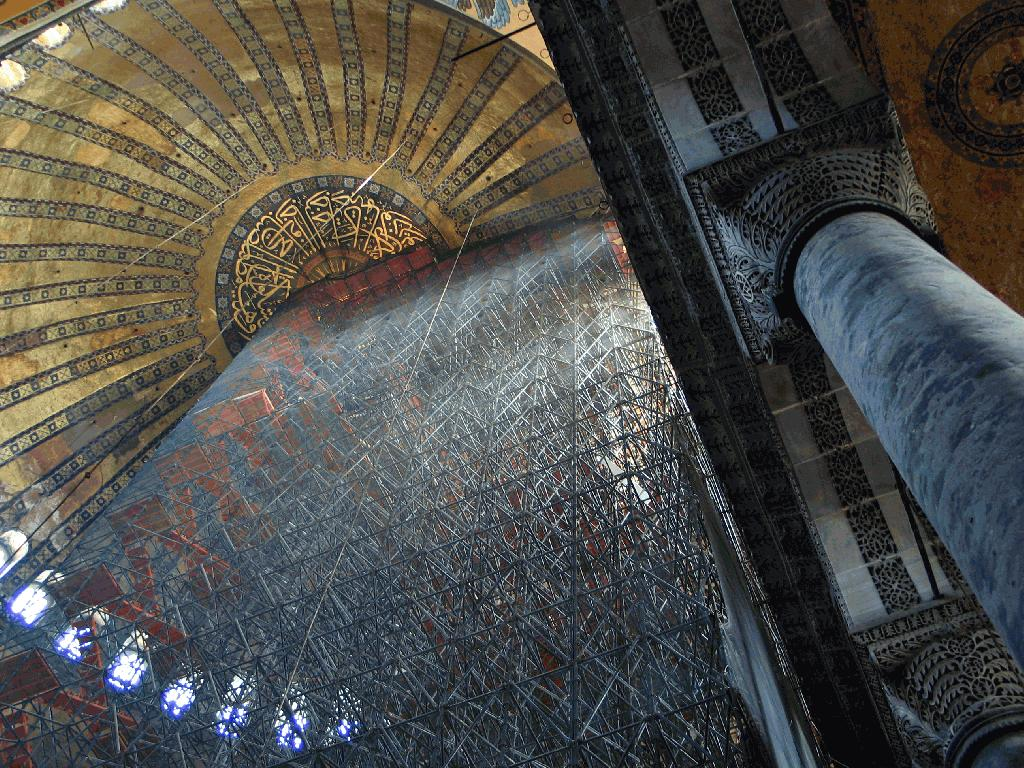
Rekonstrukciós állványzat

## További Szent Szófiák(Αγία Σοφία)a világban
- Szent Szófia-székesegyház, Kijev, Ukrajna
- Szent Sophia katedrális, Velikij Novgorod, Oroszország
- Hagia Szophia (Monemvassia) keresztény templom, Monemvassia, Görögország
- Hagia Szophia (Szaloniki) a legnagyobb bizánci templom Szalonikiben, Görögország
- Hagia Sophia (Szófia) keresztény templom, Szófia, Bulgária
- Kis Hagia Sophia, Szt. Sergius és Bacchus temploma, Isztambul, Törökország
- Az Ayasofya múzeum, egy volt keresztény templom, Trabzon, Törökország
- Orosz ortodox katedrális, Harbin, Kína
- Egy mecset, volt keresztény templom, Nicosia, Ciprus
- Ortodox katedrális, Polatszk, Fehéroroszország fő temploma.
- A Fő Ortodox katedrális, Tobolszk, Oroszország
- A Fő Ortodox katedrális, Vologda, Oroszország